# Callac
Pour les articles homonymes, voir Callac (homonymie).
Pour le village camerounais, voir Kalak.
Callac [kalak] est une commune française située historiquement en Cornouaille, bien que se trouvant désormais dans le département des Côtes-d'Armor, en région Bretagne.

## Géographie

### Situation
Callac est située en plein cœur de l'Argoat, à 28 km au sud-ouest de Guingamp et à 20 km au nord-est de Carhaix-Plouguer (Finistère). Cette commune est aux limites du Poher historique « loin de rien et au milieu de tout » ou plutôt l'inverse !

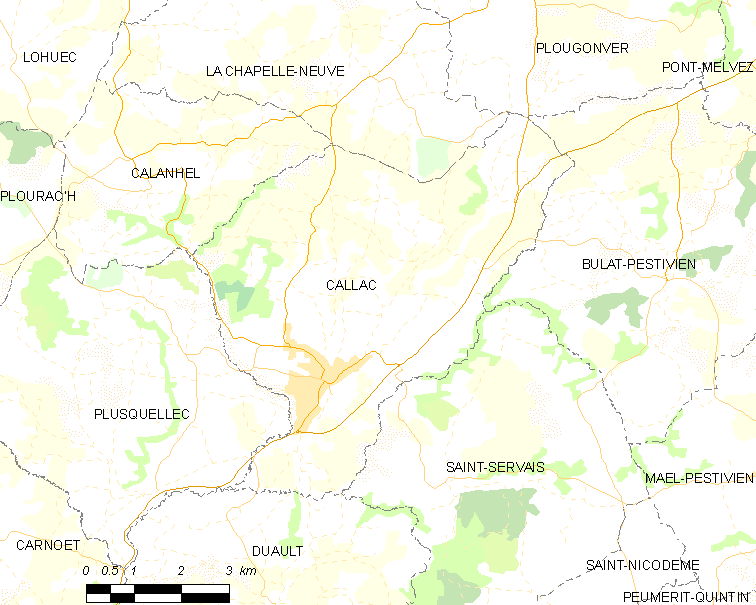
Carte de la commune de Callac.
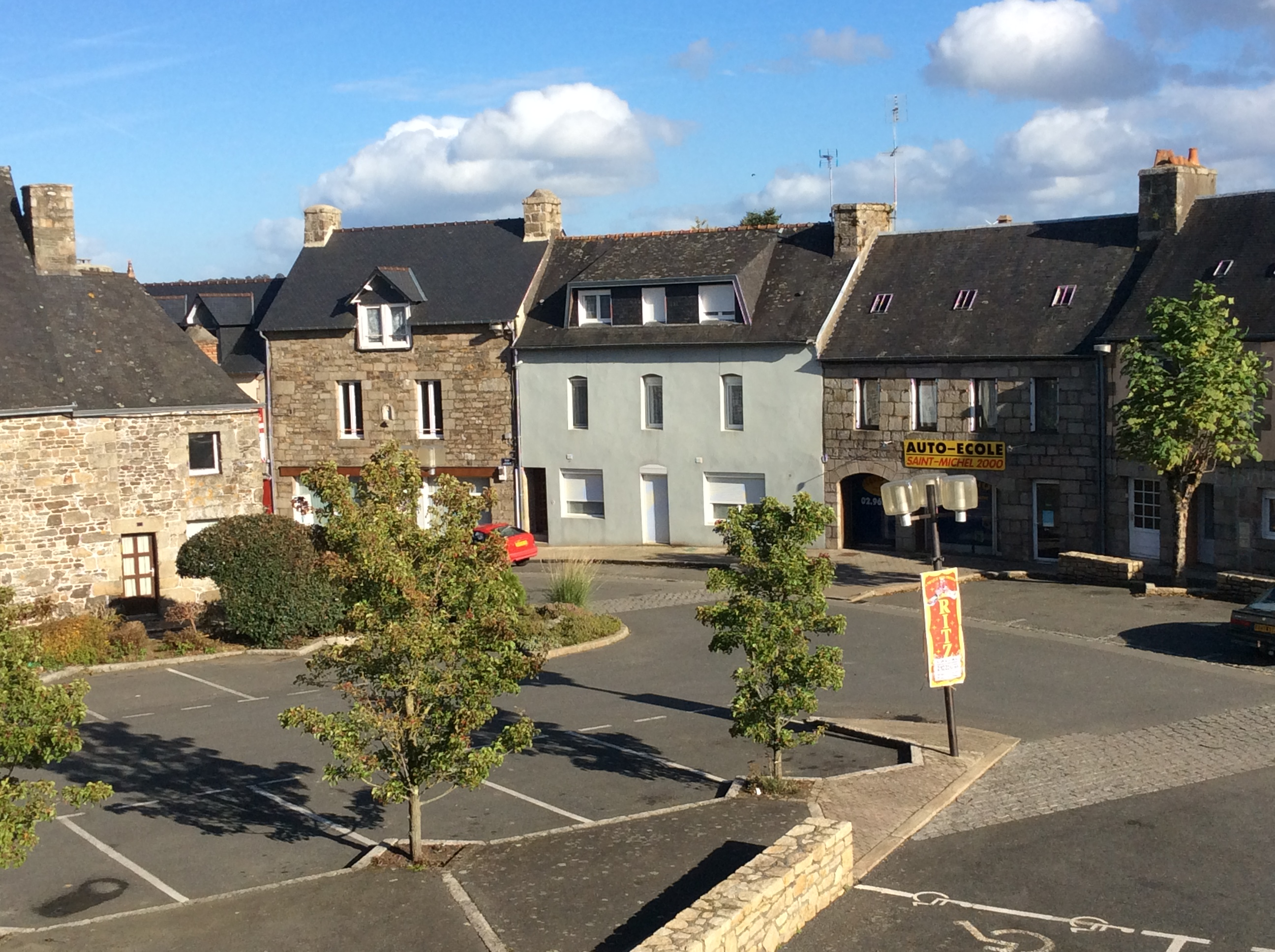
Place du 9-Avril-1944.
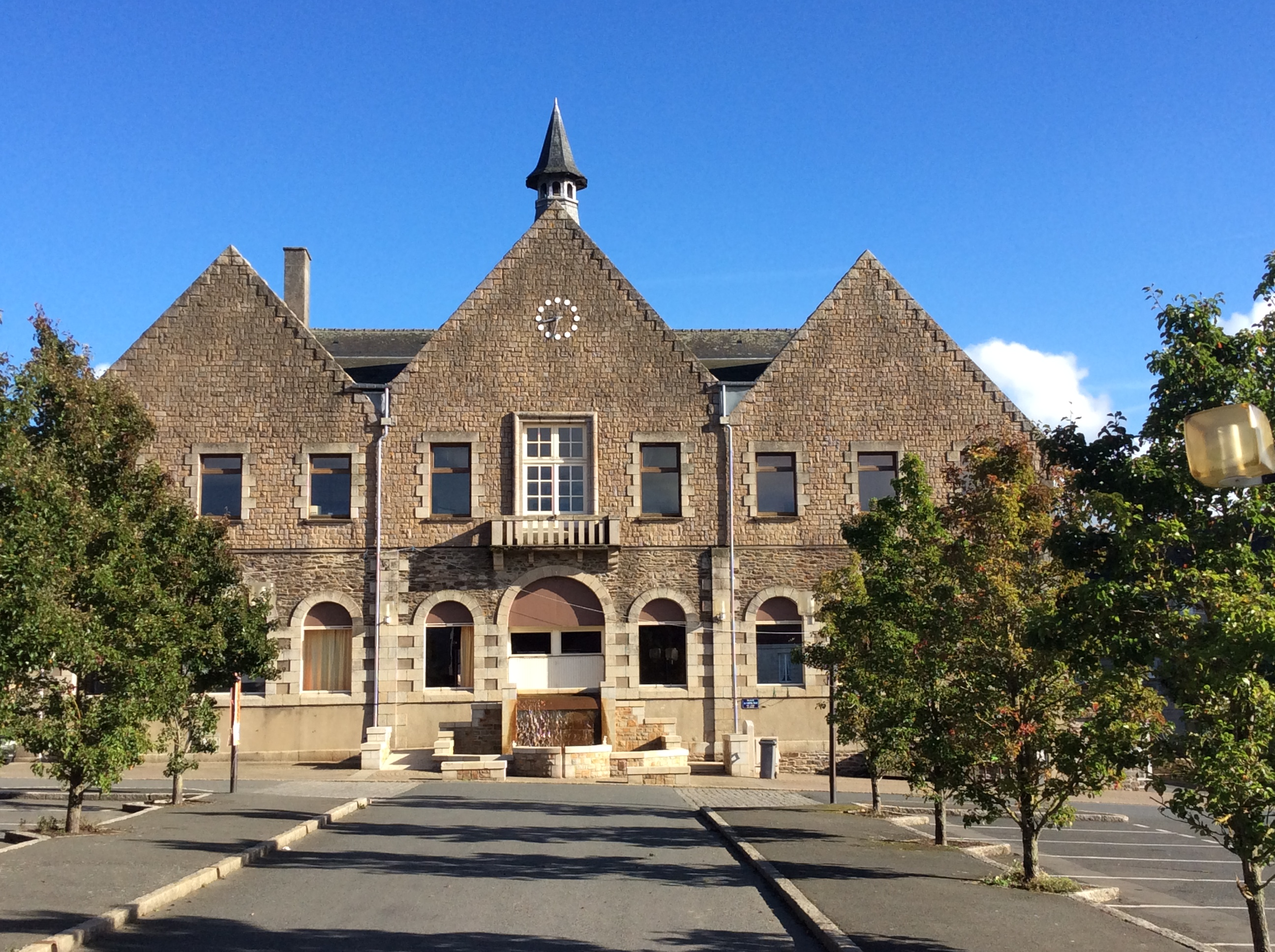
Salle des fêtes - Ancienne halles de Callac.

| Calanhel    | La Chapelle-Neuve | Plougonver      |
|             | Callac            | Bulat-Pestivien |
| Plusquellec | Duault            | Saint-Servais   |

### Relief et hydrographie
| - Carte topographique de la commune de Callac. |

La ville de Callac s'est développée dans la presqu'île de confluence formée par l'Hyères (affluent de rive gauche de l'Aulne) et son affluent de rive droite le Guervilly, qui confluent au sud de la ville ; le ruisseau de Pont Hellou, un autre affluent de l'Hyères, de rive gauche, limite le territoire communal à l'est et au sud ; le ruisseau du Guervilly et son affluent le ruisseau de Kerlan, limitent la commune à l'ouest ; la ville, en position d'adret, est entre 175 et 134 m d'altitude.
Le relief de la commune est assez vallonné, les altitudes allant de 290 m (une butte située dans la partie nord-est du finage communal) à 118 m dans l'extrême sud, à la confluence entre l'Hyères et le ruisseau de Pont Hellou.
Le plan d'eau de la Verte Vallée, formé grâce à une digue barrant le cours du Guervilly, s'étend sur 8 ha, juste au sud-ouest de la ville. Un sentier pédestre de 3,5 km en fait le tour.

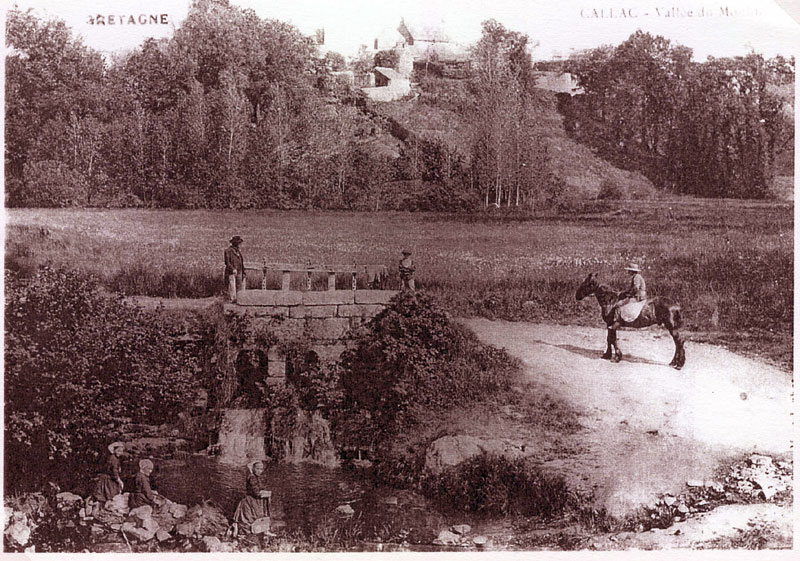
Photo ancienne du pont gallo-romain dans la vallée de l'Hyères.
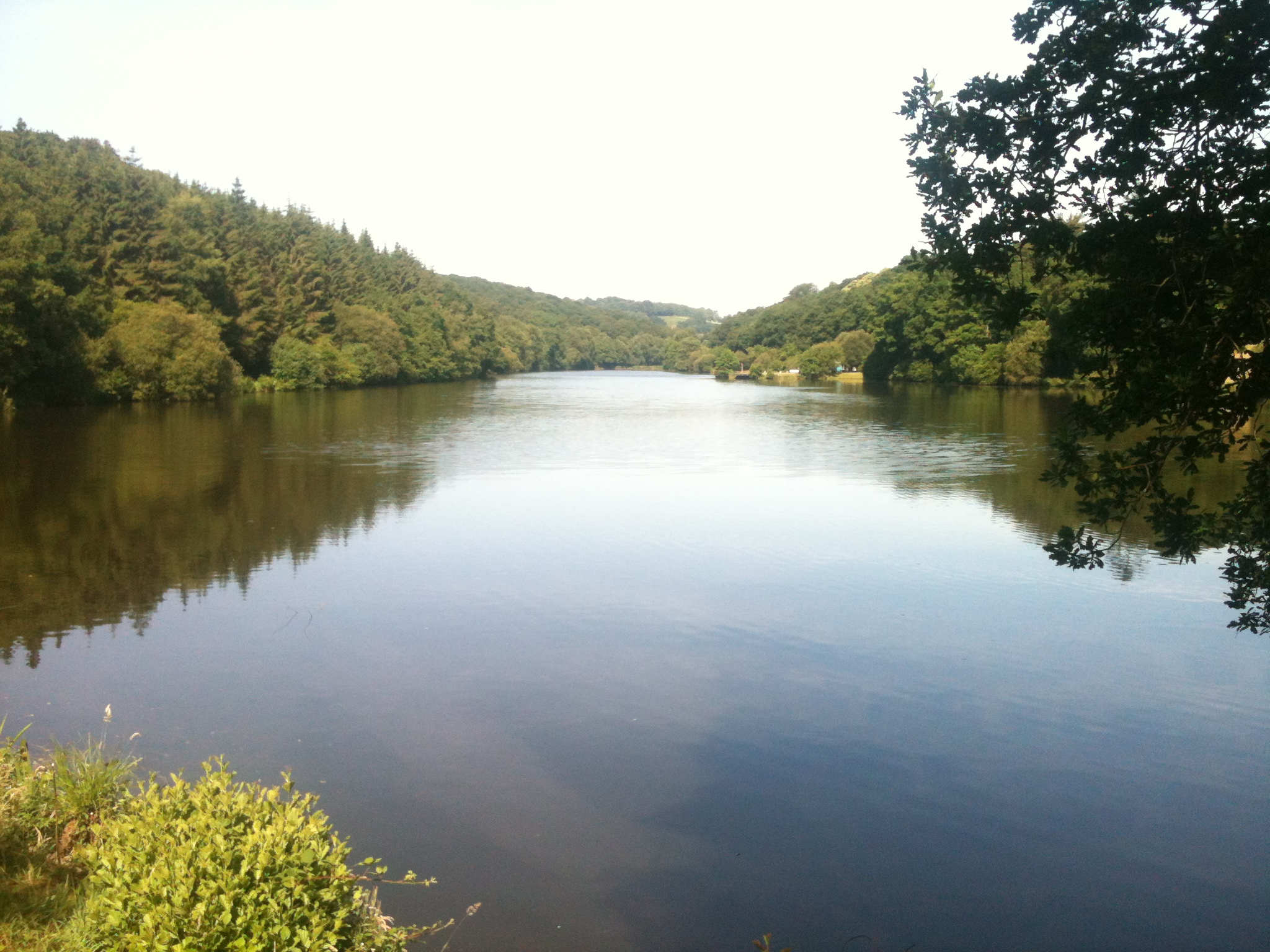
L'étang de la Verte Vallée.

### Cadre géologique
La commune est localisée dans la partie occidentale du Massif armoricain, à la limite septentrionale du domaine centre armoricain. Elle se situe dans un vaste bassin sédimentaire s'allongeant sensiblement en direction W-E, depuis la baie de Douarnenez jusqu'au bassin de Laval. Ce bassin est principalement constitué de schistes briovériens (sédiments détritiques essentiellement silto-gréseux issus de l'érosion du segment occidental de la chaîne cadomienne, accumulés sur plus de 15 000 m d'épaisseur et métamorphisés), formant un socle pénéplané sur lequel repose en discordance des formations paléozoïques sédimentaires (formations siluro-dévoniennes constituées de schistes, phyllades et quartzites). Ces formations ont été déposées dans le bassin marqué par une forte subsidence, puis métamorphisées et déformées lors de l'orogenèse varisque (plis d'orientation préférentielle N 110° et plusieurs familles de failles d'orientations différentes).
Sur le territoire de Callac, le bassin est limité à l'ouest, au nord et à l'est par trois importants plutons hercyniens (les massifs granitiques de Huelgoat, de Commana-Plouaret et de Quintin) qui font partie d'un ensemble plus vaste, le batholite médio-armoricain. Ces massifs percent le géologie briovérien qui constitue une des principales unités tectoniques de la région, l'anticlinal briovérien de Yeun Elez-Plourac'h-Callac, avec la zone d'ensellement transverse de Scrignac. Ces schistes briovériens sont les témoins d'une pénéplanation très ancienne à l'ère primaire suivie d'un resoulèvement à l'ère secondaire, contrecoup des plissements pyrénéen et alpin.

### Hydrographie
Pour un article plus général, voir Réseau hydrographique des Côtes-d'Armor.
La commune est située dans le bassin Loire-Bretagne. Elle est drainée par l'Hyère, le ruisseau de Pont hellou, le Guervilly, le Kerlan Braz et le Poull Goaz Hélou,,.
L'Hyère, d'une longueur de 48 km, prend sa source dans la commune et se jette dans l'Aulne en limite de Spézet et de Cléden-Poher, après avoir traversé 15 communes.
Le Pont Hellou, d'une longueur de 15 km, prend sa source dans la commune de Maël-Pestivien et se jette dans l'Hyère à Plusquellec, après avoir traversé six communes.

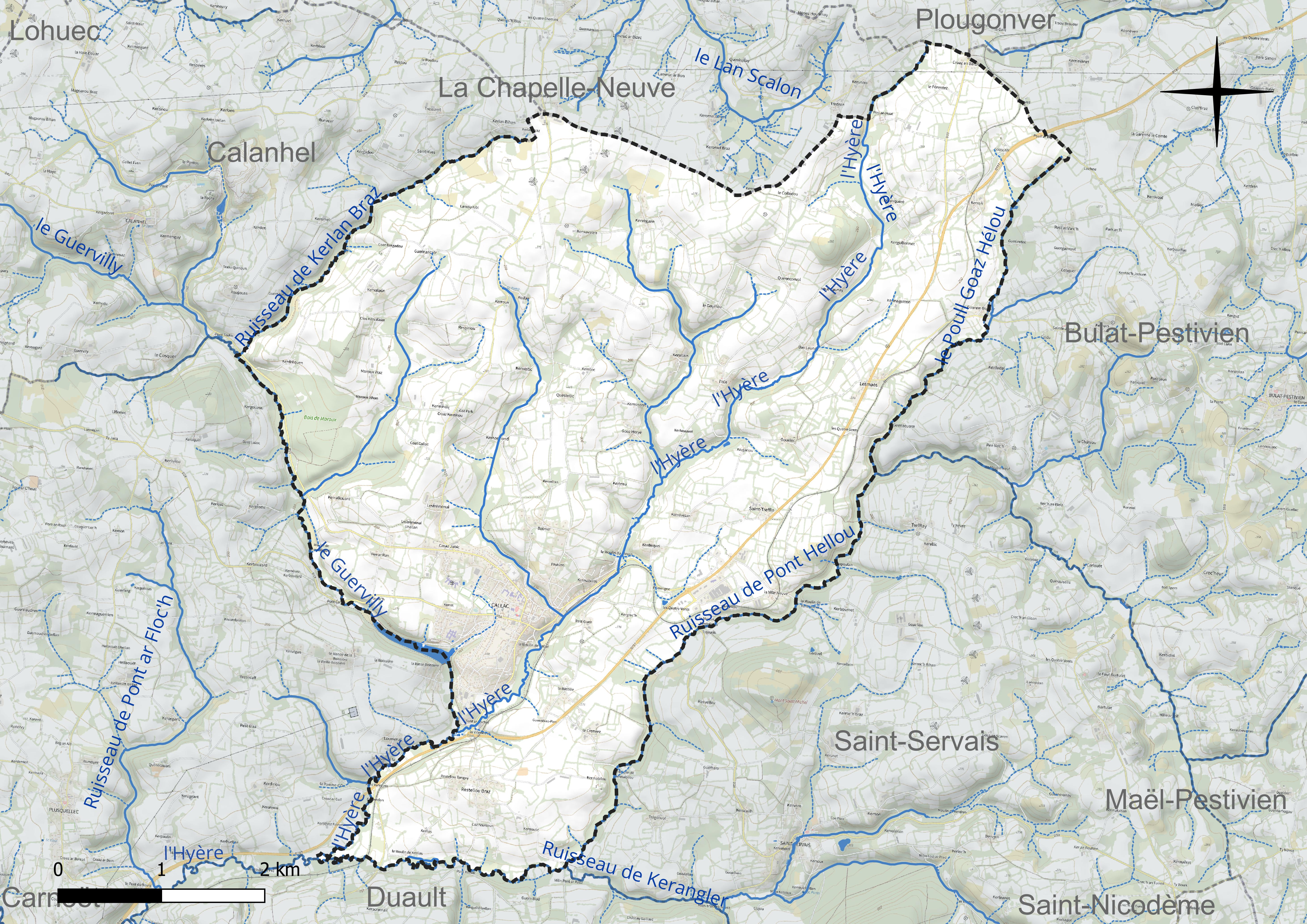
Réseau hydrographique de Callac.

### Climat
Pour des articles plus généraux, voir Climat de la Bretagne et Climat des Côtes-d'Armor.
En 2010, le climat de la commune est de type climat océanique franc, selon une étude du Centre national de la recherche scientifique s'appuyant sur une série de données couvrant la période 1971-2000. En 2020, Météo-France publie une typologie des climats de la France métropolitaine dans laquelle la commune est exposée à un climat océanique et est dans la région climatique Finistère nord, caractérisée par une pluviométrie élevée, des températures douces en hiver (6 °C), fraîches en été et des vents forts. Parallèlement l'observatoire de l'environnement en Bretagne publie en 2020 un zonage climatique de la région Bretagne, s'appuyant sur des données de Météo-France de 2009. La commune est, selon ce zonage, dans la zone « Monts d'Arrée », avec des hivers froids, peu de chaleurs et de fortes pluies.
Pour la période 1971-2000, la température annuelle moyenne est de 10,8 °C, avec une amplitude thermique annuelle de 11,3 °C. Le cumul annuel moyen de précipitations est de 1 075 mm, avec 16,6 jours de précipitations en janvier et 8,1 jours en juillet. Pour la période 1991-2020, la température moyenne annuelle observée sur la station météorologique la plus proche, située sur la commune de Duault à 5 km à vol d'oiseau, est de 11,6 °C et le cumul annuel moyen de précipitations est de 757,4 mm,. Pour l'avenir, les paramètres climatiques de la commune estimés pour 2050 selon différents scénarios d'émission de gaz à effet de serre sont consultables sur un site dédié publié par Météo-France en novembre 2022.

### Transports
Callac est desservie par la D 787 (ancienne route nationale 787), axe Carhaix-Guingamp, qui désormais contourne la ville par le sud-est grâce à une rocade de contournement et par la ligne ferroviaire de Guingamp à Carhaix, à écartement normal (voie unique, non électrifiée) depuis 1967, mais qui était antérieurement à voie métrique lorsqu'elle faisait partie du Réseau breton. La commune dispose d'une gare à Callac et d'une halte ferroviaire à Lesmaës (Les Maïs).

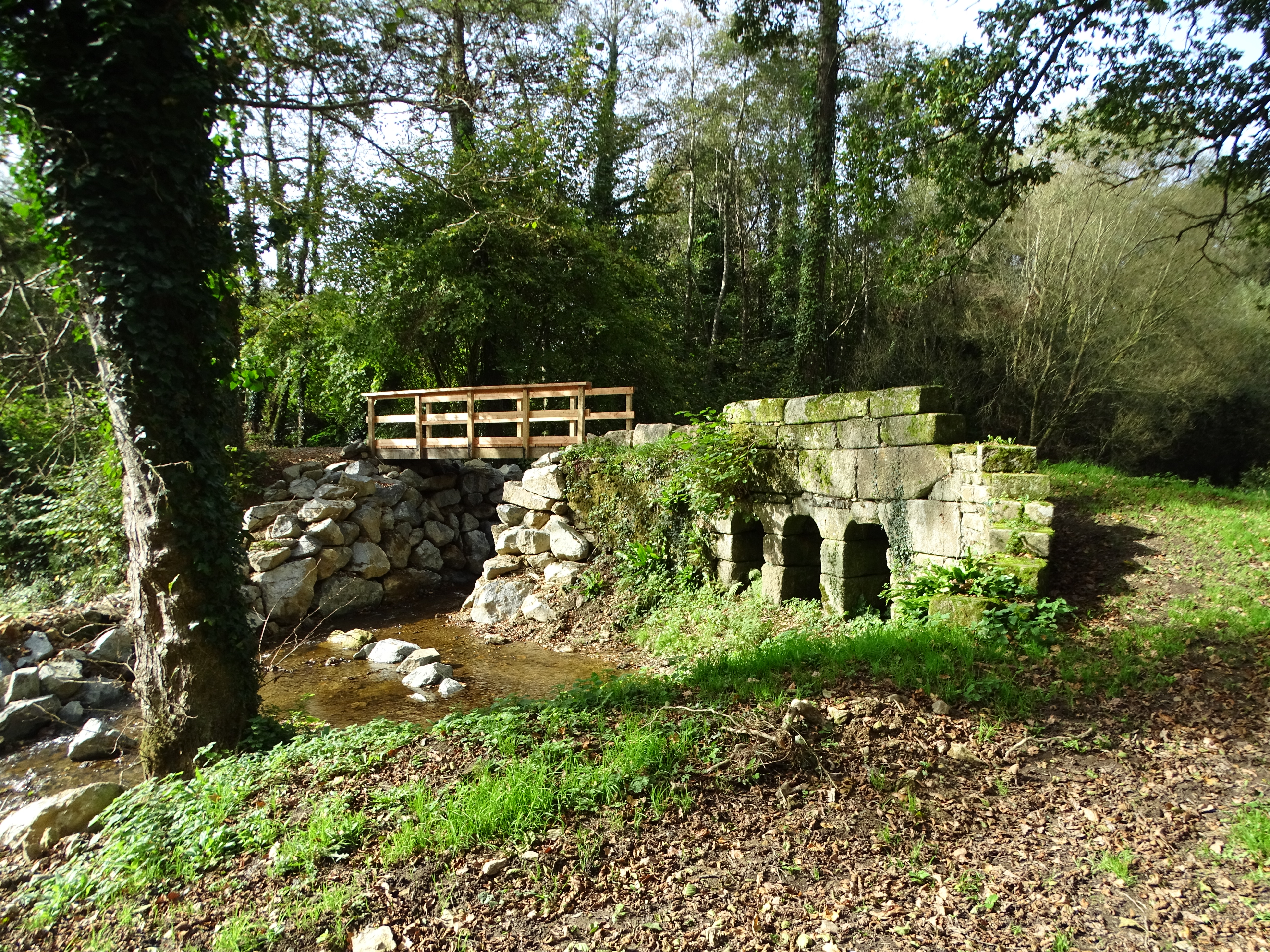
Pont gallo-romain de Callac.
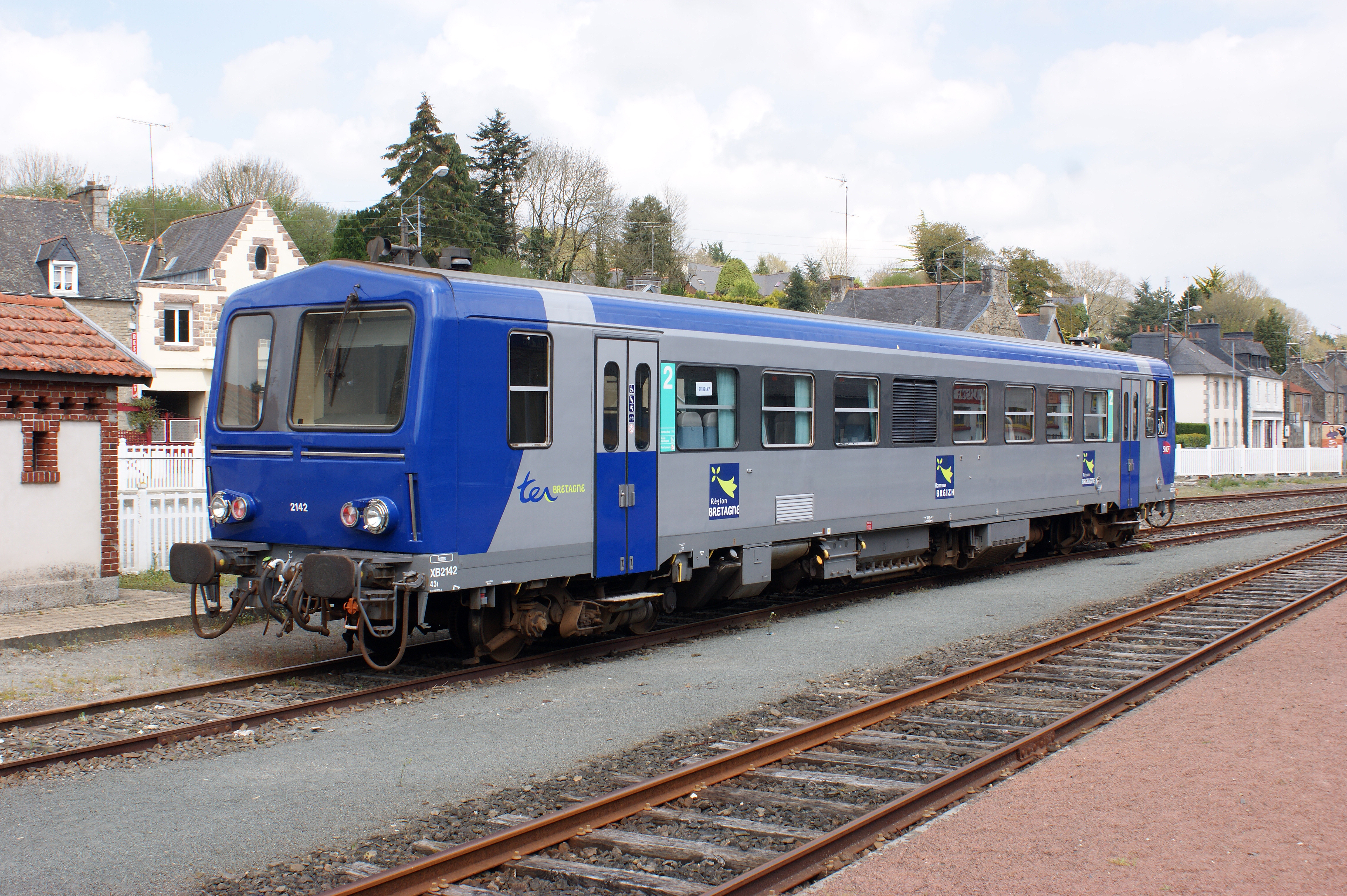
L'autorail XB 2142 sur une voie de service en gare de Callac.
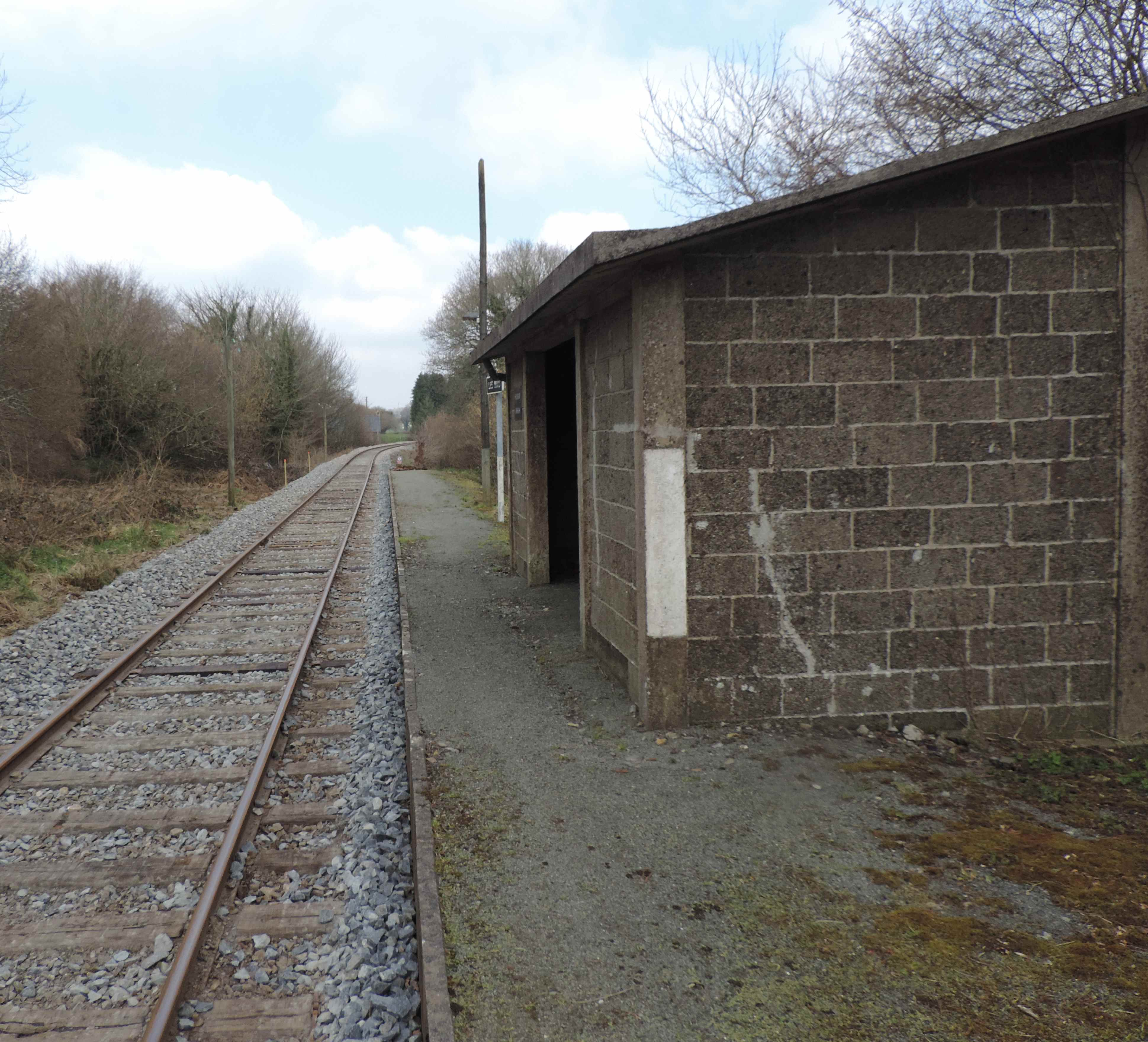
La halte ferroviaire de Lesmaës.

## Urbanisme

### Typologie
Au 1er janvier 2024, Callac est catégorisée bourg rural, selon la nouvelle grille communale de densité à 7 niveaux définie par l'Insee en 2022.
Elle est située hors unité urbaine et hors attraction des villes,.

### Occupation des sols
L'occupation des sols de la commune, telle qu'elle ressort de la base de données européenne d’occupation biophysique des sols Corine Land Cover (CLC), est marquée par l'importance des territoires agricoles (87,1 % en 2018), en diminution par rapport à 1990 (89,1 %). La répartition détaillée en 2018 est la suivante : 
zones agricoles hétérogènes (44,2 %), terres arables (31,2 %), prairies (11,6 %), zones urbanisées (5,4 %), forêts (5,2 %), milieux à végétation arbustive et/ou herbacée (1,2 %), zones industrielles ou commerciales et réseaux de communication (1,1 %). L'évolution de l’occupation des sols de la commune et de ses infrastructures peut être observée sur les différentes représentations cartographiques du territoire : la carte de Cassini (XVIIIe siècle), la carte d'état-major (1820-1866) et les cartes ou photos aériennes de l'IGN pour la période actuelle (1950 à aujourd'hui).

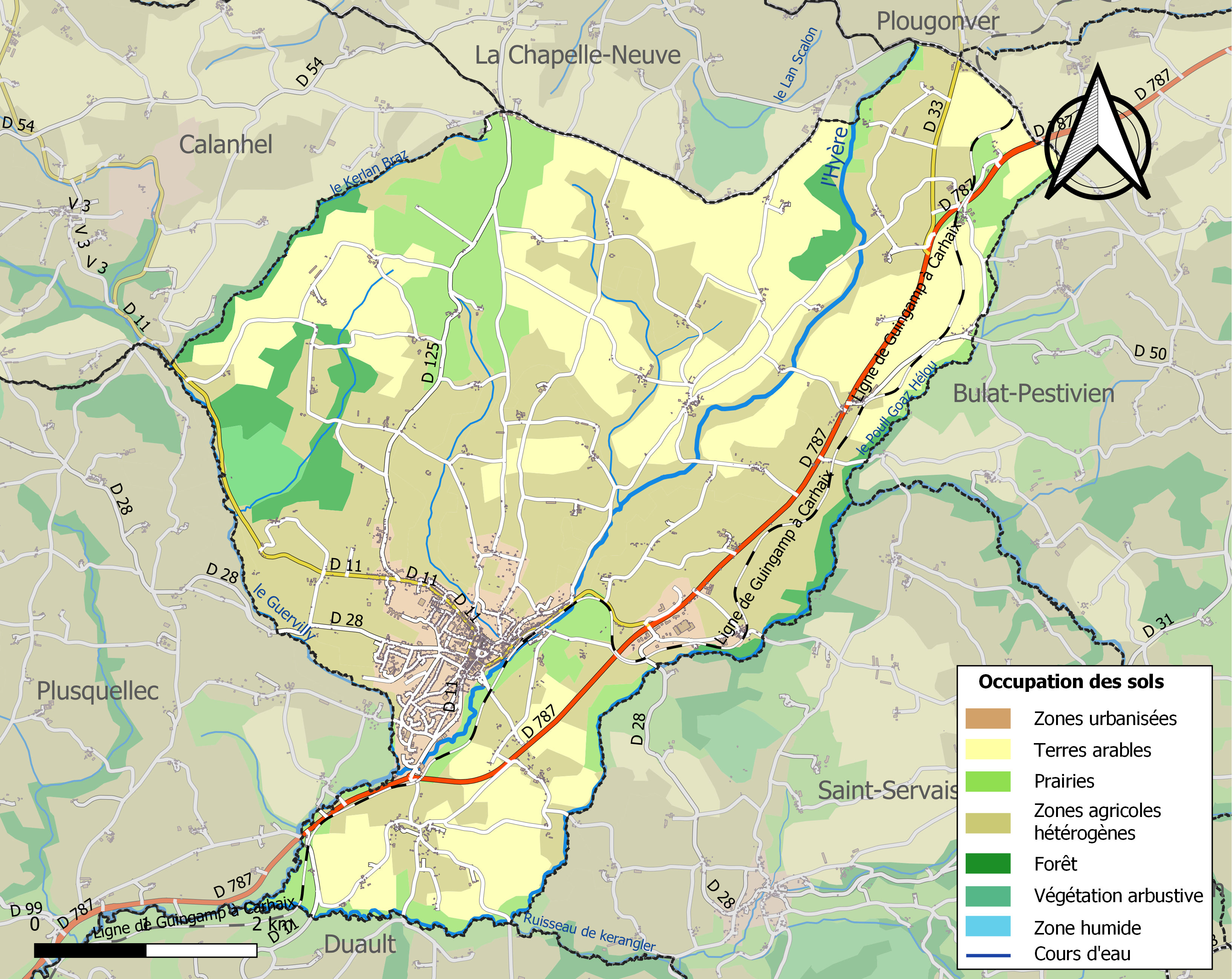
Carte des infrastructures et de l'occupation des sols de la commune en 2018 (CLC).

## Toponymie
Attesté sous la forme Gallac en 1182. Son étymologie est gallo-romaine, généralement du suffixe gaulois -acum, -ac, qui définit soit un lieu, un élément géographique ou alors l'emplacement ancien d'une villa gallo-romaine. La terminaison -ac est uniquement attestée dans les (anciennes) régions de langues d'oc; ainsi qu'en Bretagne (Armorique préhistorique, gauloise puis gallo-romaine).
Une particularité du nom de Callac est d'être un palindrome.

## Histoire
Cette commune est un démembrement de la paroisse primitive de l'Armorique de Plusquellec (paroisse issue du grand défrichage au XIIIe siècle) ; elle est connue pour sa forte présence communiste jusqu'à aujourd'hui et pour avoir été un lieu de révolte des bonnets rouges au XVIIe siècle.

### Antiquité

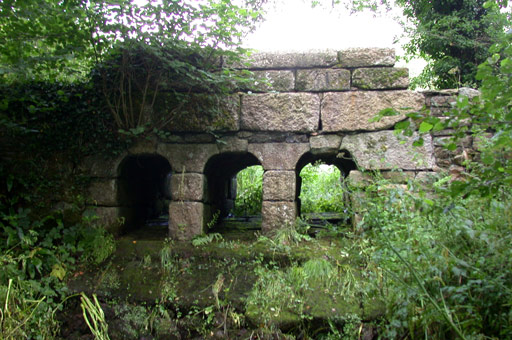
Le pont gallo-romain de Callac, sur l'Hyères.

Le site de Callac est traversé par une ancienne voie romaine qui allait de Vorgium (Carhaix) à Tréguier ; un camp romain, installé sur le site du futur château, la protégeait.

### Un lieu habité par Nominoé
Nominoé, peut-être issu de la famille des comtes de Poher, eut peut-être une résidence à « Botmel » (Botnumel) en Callac vers 831 (il y serait peut-être né) ; c'est là qu'il reçut Louhemel, envoyé par saint Conwoïon venu lui demander sa protection.

### Le château de Callac

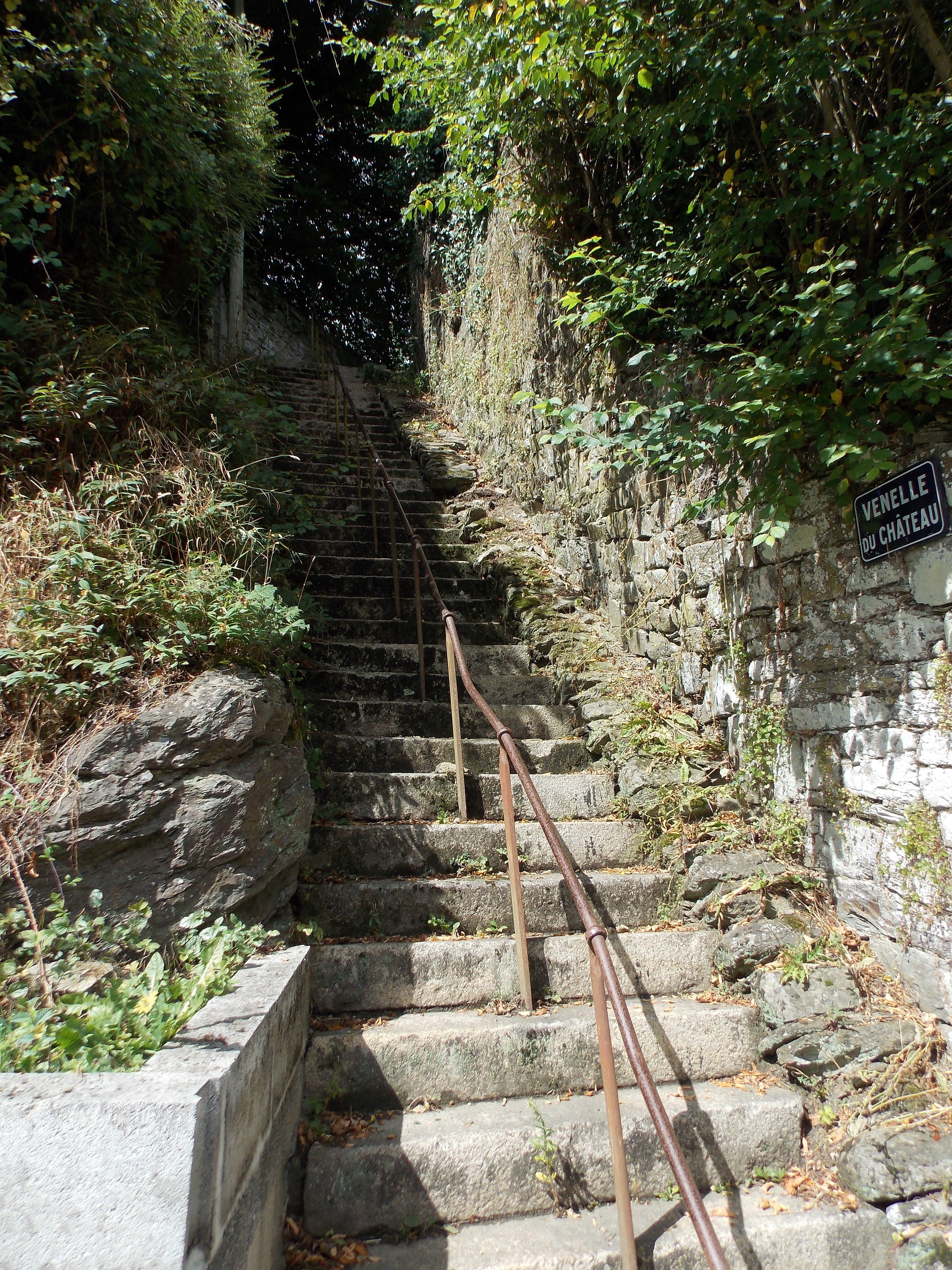
La « venelle du château », seule trace subsistante de l'ancien château de Callac.

Aujourd'hui disparu, le château féodal de Callac aurait été construit au XIIe siècle. C'était une véritable forteresse entourée d'un mur d'enceinte continu avec un seul accès donnant au sud sur ce qui deviendra l'actuelle rue des Portes. Bâti à la pointe du promontoire rocheux qui se termine à la jonction des deux vallées de Pont-ar-Vaux et de l'Hyères, le château offrait une protection certaine, qui attira les habitants de la région. Peu à peu, des habitations virent le jour donnant naissance à un village.
Durant la guerre de Succession de Bretagne, qui voit l'opposition de Charles de Blois et de Jean de Montfort, le château, alors possédé par la famille de Trogoff, fut assiégé plusieurs fois en 1341, 1342 et 1345 ; en 1356 Jean de Montfort donne les châteaux de Trogoff et Callac en gage au roi d'Angleterre qui lui a consenti un prêt, mais en reprend la possession en 1364. Le dernier siège que le château eut à subir, en 1363, fut très probablement mené par le futur connétable de France Bertrand Du Guesclin qui venait de prendre le château de Carhaix. Yvon de Trogoff fit partie de l'association des nobles bretons qui tentèrent vainement vers 1379 de s'opposer à la mainmise du roi de France sur le duché de Bretagne. Tous ces événements eurent raison de la puissance du château de Callac et sa démolition fut ordonnée par le roi Charles VI de France en 1393.
À la suite de ce démantèlement, le château resta à l'abandon plusieurs années. Mais les menaces que faisait peser le royaume de France sur le duché de Bretagne, et surtout la volonté d'annexion du duché par Louis XI, obligèrent le duc François II à demander le renforcement des places fortes du duché. Le château de Callac (devenu propriété de la famille de Plusquellec en raison du mariage de Jeanne de Trogoff, petite-fille d'Yvon de Trogoff, avec le sire de Plusquellec) profita de cette volonté défensive et fut reconstruit, probablement par Olivier de Plusquellec et Jeanne de Trogoff (mariés vers 1420) et retrouva sa puissance ; en 1475, en raison du mariage de Jeanne de Plusquellec avec Charles IX du Pont, la seigneurie passa aux mains de la famille des barons du Pont et de Rostrenen, puis de la famille de Tournemine (qui possédait aussi le château de la Hunaudaye) en 1490. Après l'union de la Bretagne à la France, le château subit de nouveau un démantèlement, vers 1551, sur ordre du roi de France Henri II, également duc de Bretagne. Les restes du château passèrent alors aux mains des Bénédictins de l'abbaye de Quimperlé.
Durant les guerres de la Ligue, les ruines du château servent de repaire à des soi-disant partisans du roi, profitant de cette place pour piller les communes voisines. Délogés par le général espagnol Don Juan d'Aguila, ils furent vite remplacés par des ligueurs aux ordres du capitaine Du Mas, puis par les hommes du sieur de Bougerel, lieutenant de La Fontenelle.
À la suite de ces occupations successives, la destruction du château est ordonnée en 1619. Commença alors le lent éparpillement des pierres, qui dura plus de cinquante ans. Elles serviront à la construction des moulins du Quinquis et Kerdréquen, ainsi qu’à la construction de l’église de Botmel et à la tour de la chapelle Sainte-Catherine située sur la place du Martray, actuelle place du centre.

### Botmel

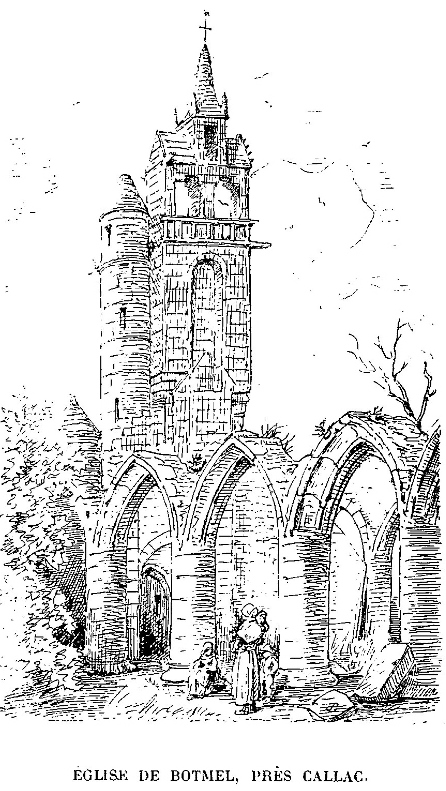
Dessin de l'église de Botmel publié en 1891 dans le "Bulletin monumental".

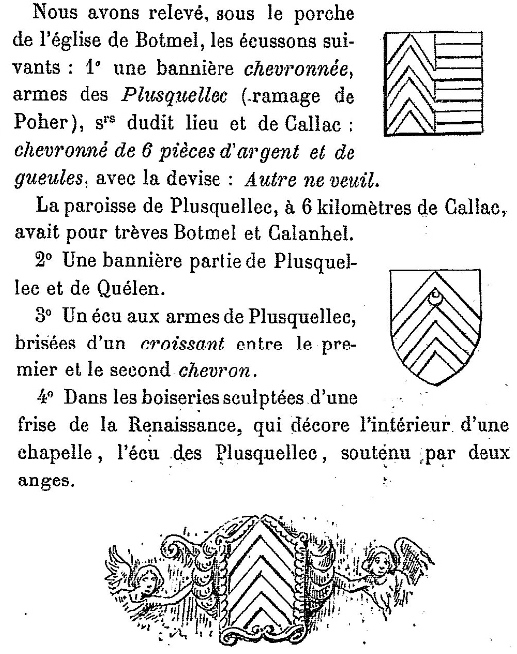
Les écussons de l'église de Botmel (1891).

Selon la tradition, au Haut Moyen-Âge, un anachorète nommé Baumel aurait construit son ermitage à cet endroit et aurait partagé son temps entre la prière et l'évangélisation des habitants (un vitrail de l'église actuelle le montre en prière près de son ermitage). Il aurait fait construire dans ce lieu, nommé Botnumel au IXe siècle, une chapelle dédiée à la Vierge Marie, laquelle aurait été remplacée au XIVe siècle par une première église.
Botmel était au XVIe siècle et au XVIIe siècle une trève de Plusquellec et Callac n'était alors qu'un simple hameau et une chapelle de Botmel ; mais le hameau de Callac, en raison de la présence du château, était beaucoup plus peuplé que Botmel. C'est en l'an II du calendrier révolutionnaire que Callac a remplacé Botmel comme chef-lieu de la nouvelle commune.
L'église Notre-Dame de Botmel (dit aussi Saint-Baumaël) est achevée en 1487, mais reconstruite en grande partie à plusieurs reprises les siècles suivants : son abside date de 1628, sa tour de 1634 et son transept de 1734. Elle est restée l'église paroissiale de Callac jusqu'au XIXe siècle ; elle est désaffectée en 1877 et en partie démantelée, ses pierres étant réutilisées pour la construction de l'église de Callac). Elle est désormais en ruines, il n'en subsiste que trois arcades de la nef, ainsi que la tour et le clocher, qui est de style Beaumanoir.

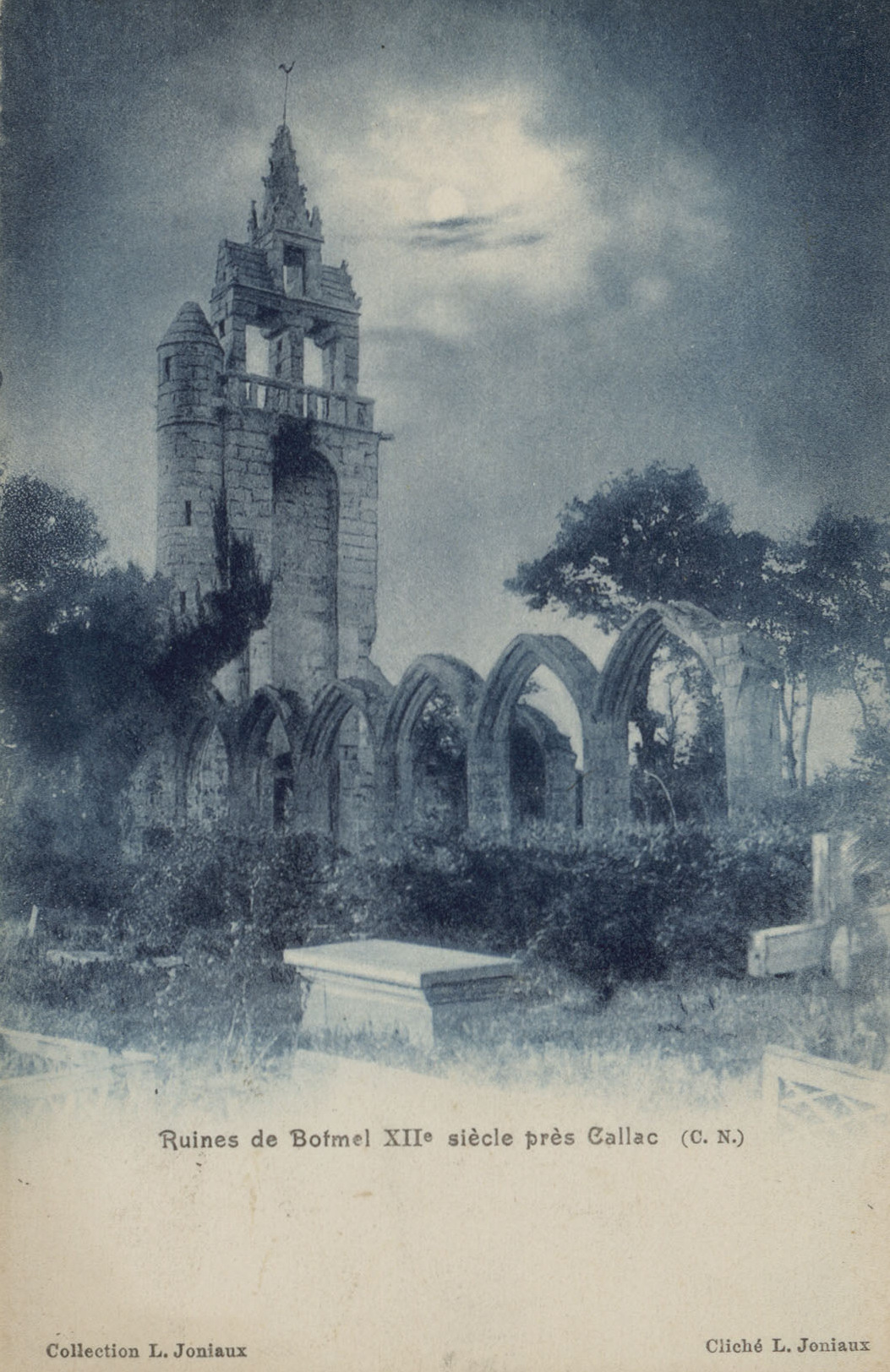
Ruines de l'église de Botmel (carte postale, vers 1900).
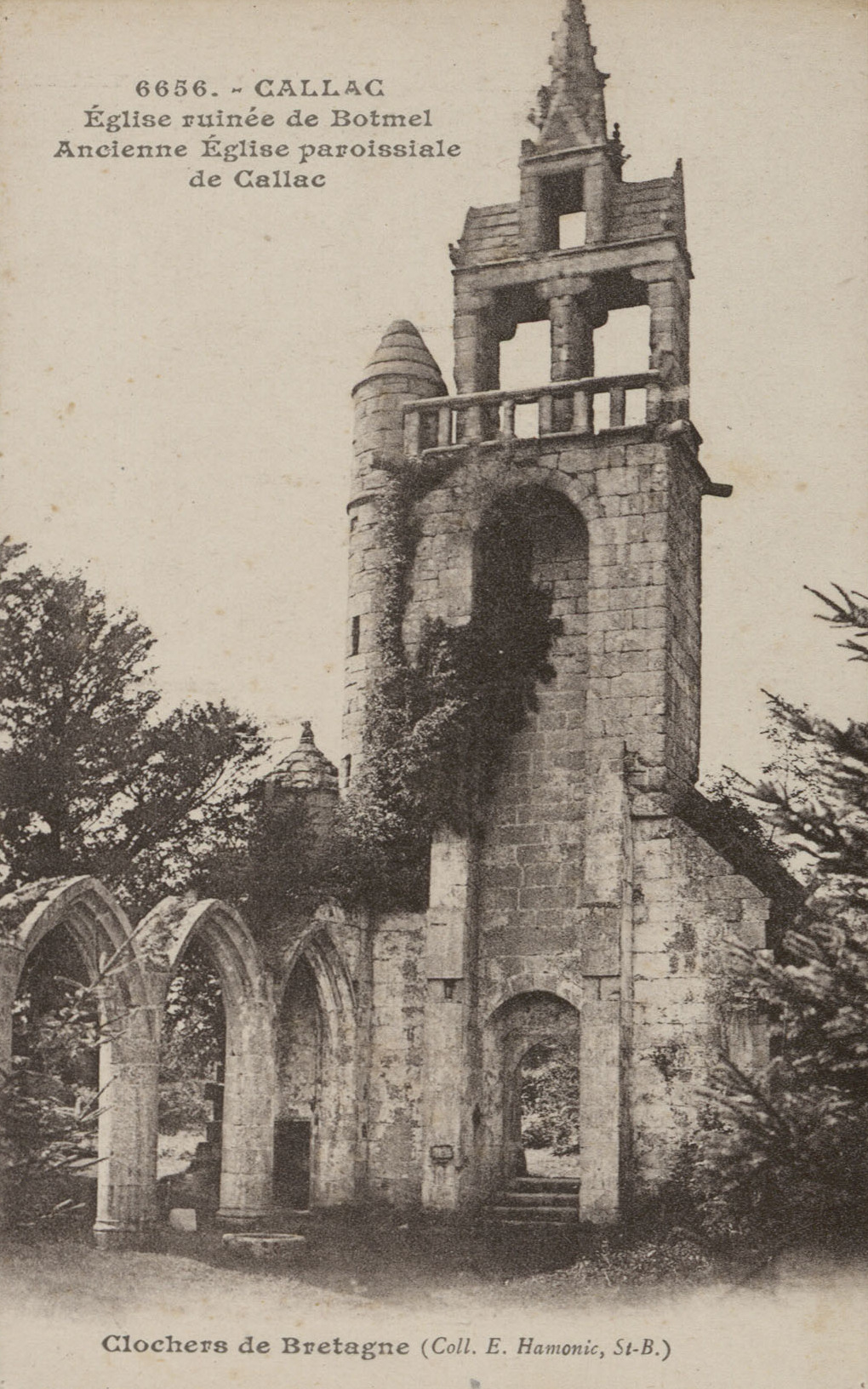
L'église ruinée de Botmel (carte postale Émile Hamonic, 1927).
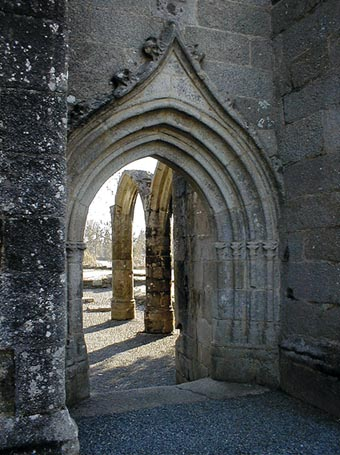
L'église ruinée de Botmel : porche et arcades.

P. Chardin écrit dans un article publié en 1891 que lors de son passage à Callac quelques années avant « on commençait la construction d'une église neuve, copiée sur le modèle banal de toutes celles qui en Bretagne remplacent les vieux édifices religieux. Tout au plus aurait-on pu laisser debout, même à l'état de ruine, celle de Botmel ».
Dans la verrière supérieure se trouvent les armes de la famille de Ploesquellec (Plusquellec), fondatrice de l'église au XVe siècle.

### Temps modernes

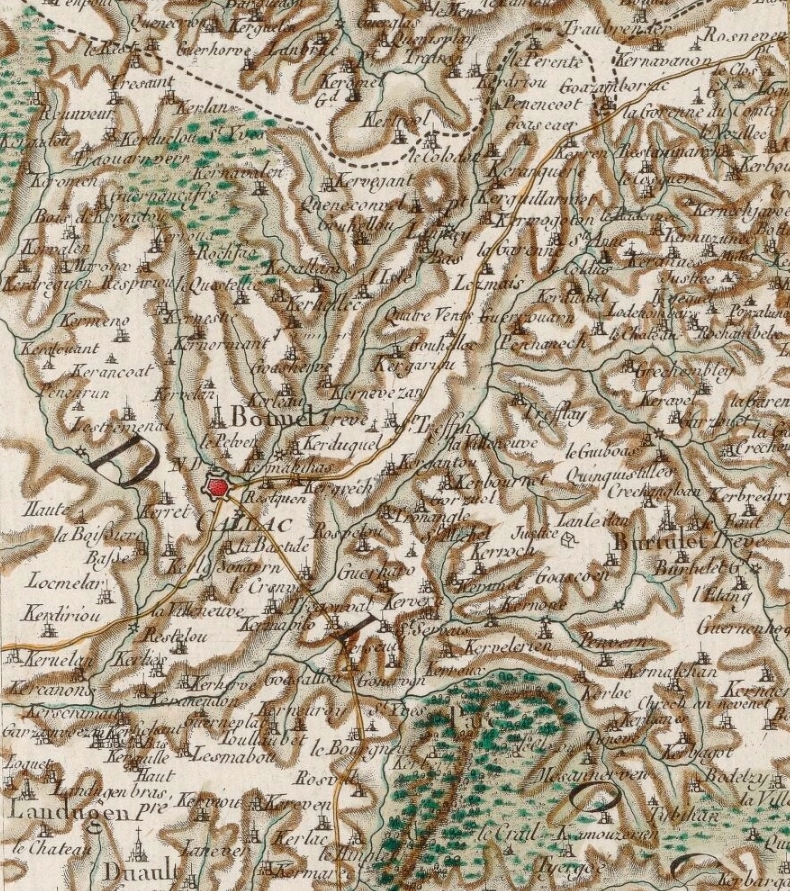
Carte de Cassini de la région de Botmel-Callac (1787).

Jean-Baptiste Ogée décrit ainsi Callac en 1778 :

« Callac ; petite ville qui, avec Botmel, forme une trève de la paroisse de Plusquellec, sur la route de Carhaix à Guingamp, et sur la rivière d'Hiere ; à 15 lieues de Quimper, son évêché et à 27 lieues un tiers de Rennes. Il y a dans cette ville, qui est située sur une hauteur, une juridiction royale, une subdélégation, deux hautes justices et une moyenne. Elle relève du Roi et ressortit au siège royal de Carhaix. On y compte 1 600 habitants. Il s'y tient un marché tous les mercredis et 14 foires par an. Son territoire est couvert de bois et plein de landes. Le château de Ploesquellec, en Plusquellec, fut bâti par les anciens Comtes de Poher, issus des premiers Comtes de Bretagne. Il était très fort en son temps. (...). En 1645 Louis XIV érigea la seigneurie de Callac en baronnie, en faveur de Joseph-Eugène Rogier, conseiller au Parlement de Bretagne. En 1670 cette baronnie appartenait à Amador-Jean-Baptiste de Guemadeuc, gouverneur de Ploërmel. Elle est maintenant à M. du Gage, qui jouit encore de la seigneurie de Poulan, avec haute, moyenne et basse justice [ce que dit Jean-Baptiste Ogée de la baronnie de Callac est faux car cela concerne un autre Callac qui fait partie de Plumelec ]. L'abbaye de Sainte-Croix de Quimperlé y possède aussi une haute, moyenne et basse justice. »

### LeXIXesiècle

#### Madame de Saint-Prix
Madame de Saint-Prix, née Émilie Barbe Guitton le 12 mars 1789 à Botmel en Callac (fille de Pierre-Jean Guitton, avocat au Parlement de Bretagne), épouse de Charles Tixier Damas, comte de Saint-Prix (lequel fut officier de marine et maire de Ploujean) a collecté de nombreuses complaintes, chansons et contes en langue bretonne dans sa région d'origine autour de Callac et Saint-Servais, ainsi que dans celle de Morlaix (elle a habité le manoir de Traonfeuntenniou en Ploujean). Elle est décédée le 28 avril 1869 à Morlaix. Ses carnets sont conservés à l'abbaye de Landévennec.

#### Callac vers le milieu duXIXesiècle
Frank Davies rapporte que lors des hivers rudes, après une longue période de neige, « on a besoin d'allumer des feux la nuit à tous les carrefours de routes entre Carhaix, Callac, Gourin, Rostrenen et autres petites villes du voisinage pour préserver les troupeaux et même les chiens de la rapacité des loups affamés ».
A. Marteville et P. Varin, continuateurs d'Ogée, décrivent ainsi Callac en 1843 :

« Callac (sous l'invocation de saint Laurent), commune qui autrefois se confondait avec Botmel, village qui est au nord-ouest ; l'une et l'autre étaient trèves de Plusquellec ; aujourd'hui cure de 2e classe ; bureau de poste ; chef-lieu de perception ; brigade de gendarmerie à cheval ; bureau d'enregistrement. (...) Principaux villages : le Pereutez, Pen-ar-C'Hoat, Goascaër, Kerren, Kermongolon, Lesmais, l'Isle, Gouelec, Kerdéau, Saint-Tréphin, la Ville-Neuve, Kerveguen, le Gouelou, Kerallain, Questellic, Goas-Hervé, Kerrou, Respirou, Kernestic, Maroux, Lestremenal, Botmel, Restelou, Kermabilo, Guerzanvoisan, Landugen, Keramelin, Loguel, Prieuré, le Château. Superficie totale : 3 846 hectares dont (...) terres labourables 2 409 ha, prés et pâturages 431 ha, bois 160 ha, vergers et jardins 29 ha, landes et incultes 647 ha, (...). Constructions diverses : 556. Moulins : 12 (de Kerallouaut, de Kerdreguen, de Gouelan, du Prieuré, de Kerduquel, de Launays, de Restelou, sous Callac, sous Lestremenal). L'église est du commencement du XVIIe siècle. Il y a quatre chapelles : Sainte-Catherine, Saint-Pierre, Saint-Nicolas et Sainte-Barbe ; cette dernière seule n'est plus desservie. Outre l'église et ces quatre chapelles, il y avait un prieuré à Landugen ; il était de l'Ordre de saint Benoît, réforme de Saint-Maur. Il est à remarquer que les Bretons prononcent Kellec et non Callac ; ceci du reste s'explique par l'union qu'il y avait entre Kellec et Plusquellec. (...) Il y a foire les troisièmes mercredis des mois de janvier et février, les deuxième et quatrième de mai, le premier de juin, les premier et quatrième de juillet, le dernier d'août, le quatrième de septembre, le troisième d'octobre, les troisième et quatrième de novembre, le mercredi avant la Nativité et le mercredi qui la suit ; le lendemain quand un de ces jours est férié. Il y a marché les autres mercredis. Géologie : schiste argileux ; roches feldspathiques dans le nord, à Landugen et à Botmel ; autour de ce dernier point, roches amphiboliques. On parle le breton. »

En 1856 à Callac on dénombre 413 habitations couvertes de chaume pour 208 en ardoises. Cinq ans plus tard, le chaume couvre encore 223 habitations pour 385 couvertes d'ardoises.

#### La construction de l'actuelle église paroissiale
Les travaux de l'actuelle église paroissiale Saint-Laurent commencèrent en 1873 pour se terminer par la consécration de l’édifice le 28 juillet 1892 par Mgr Pierre Fallières, évêque de Saint-Brieuc et Tréguier.

### LeXXesiècle

#### La Belle Époque

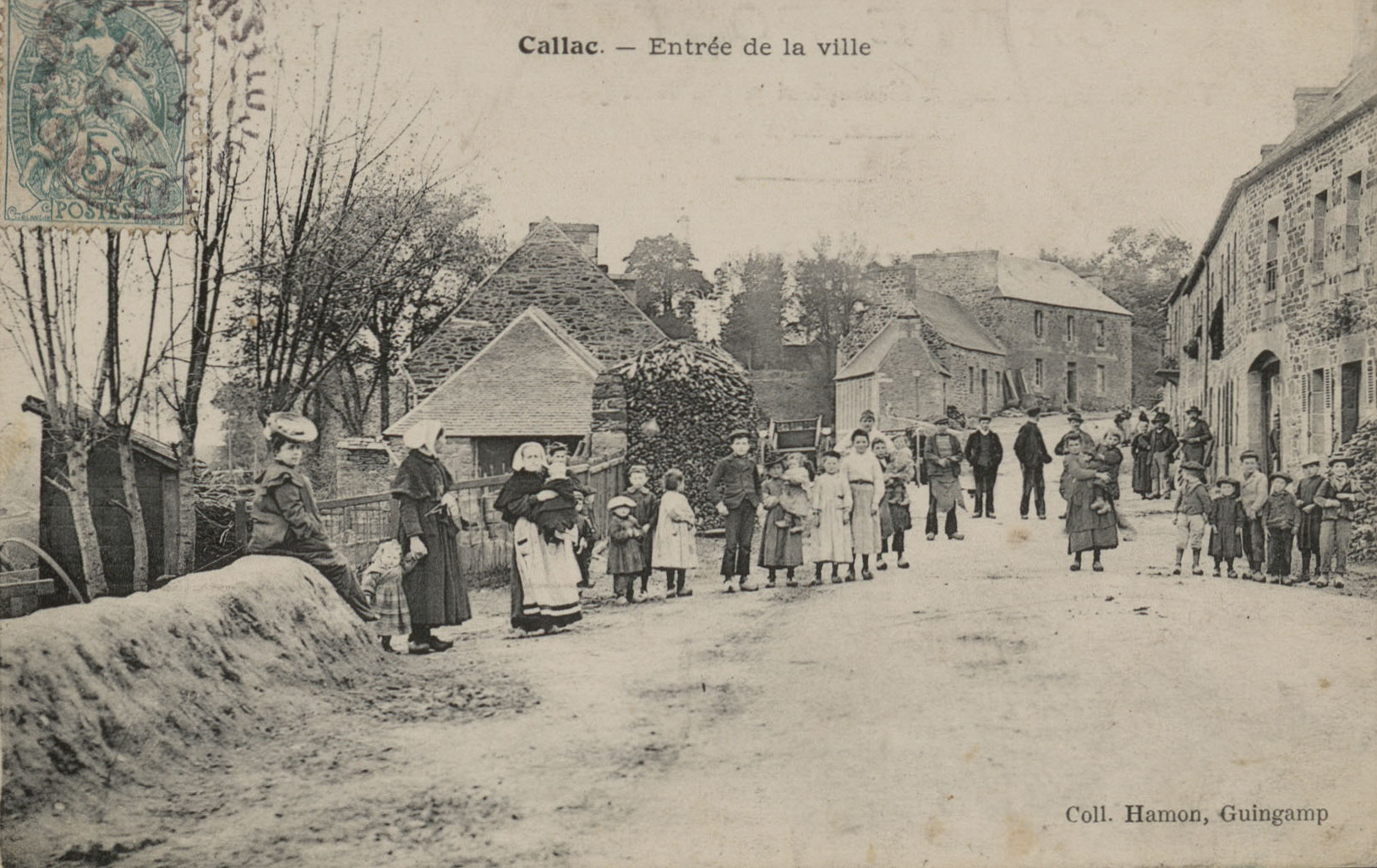
Callac : l'entrée de la ville au début du XXe siècle.
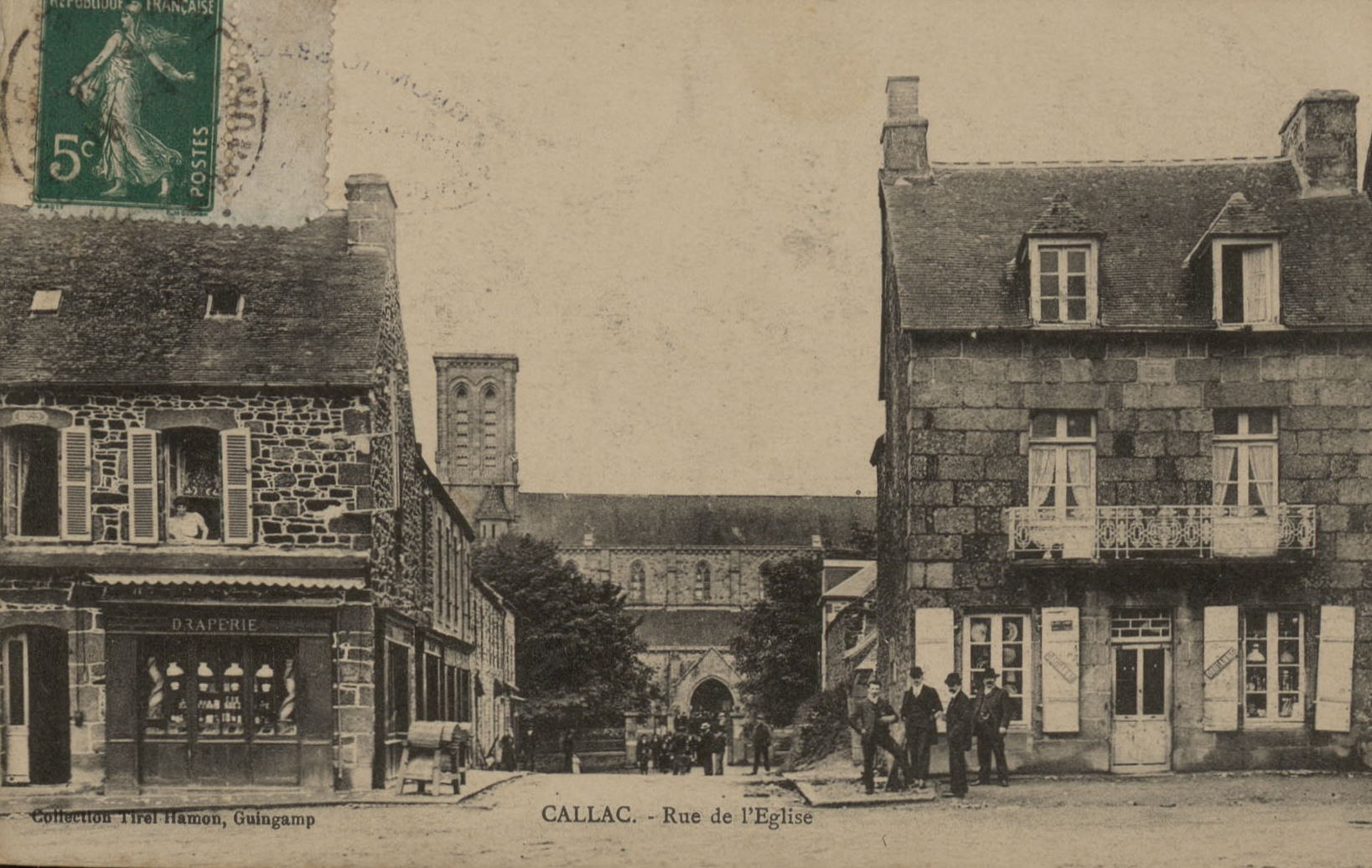
Callac : la rue de l'église au début du XXe siècle.
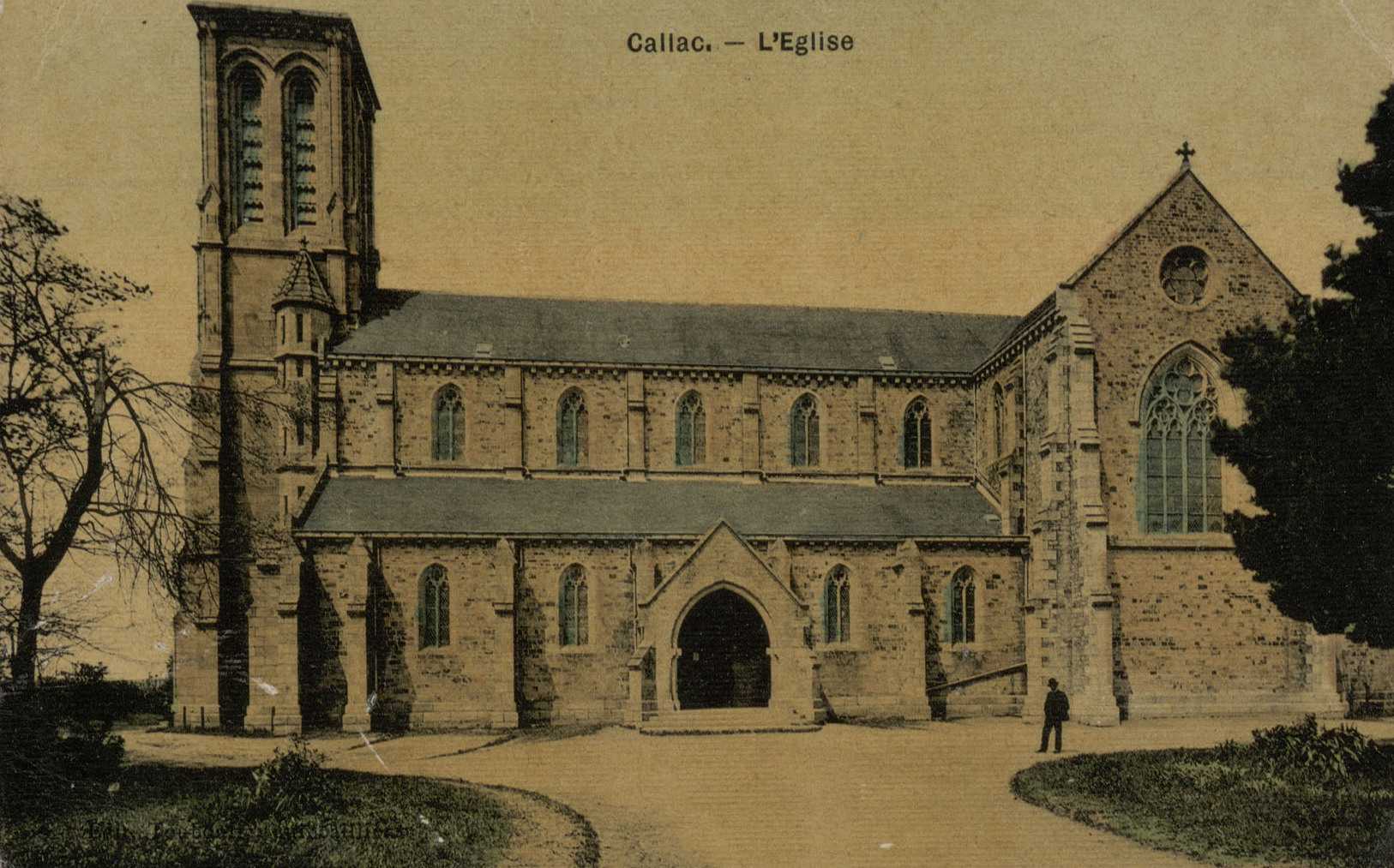
L'église paroissiale de Callac au début du XXe siècle.

#### La Première Guerre mondiale

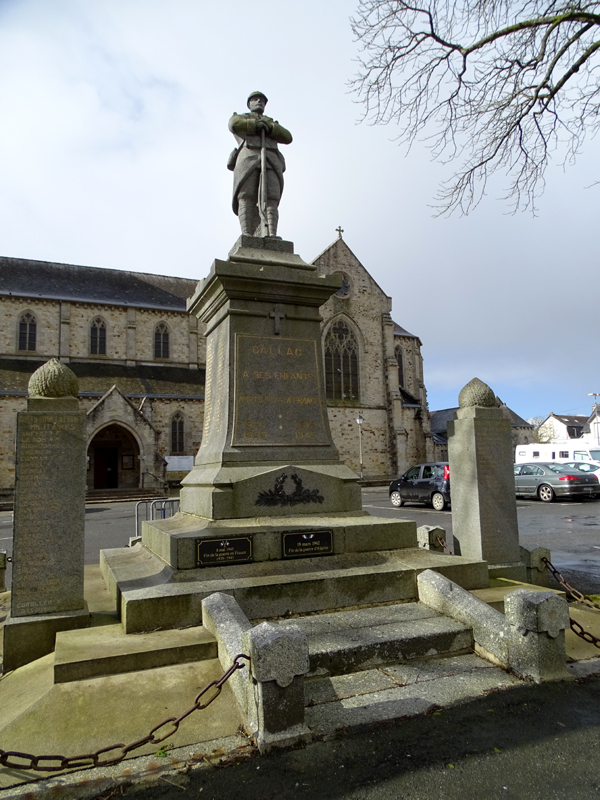
Le monument aux morts de Callac.

Le monument aux morts de Callac porte les noms de 171 soldats morts pour la France pendant la Première Guerre mondiale ; au moins 13 d'entre eux sont morts sur le front belge, la plupart pendant la Course à la mer ; au moins trois dans les Balkans car ils faisaient partie de l'Armée française d'Orient (René Guillossou et René Le Roux en Serbie, Francis Fercocq en Grèce) ; deux au moins sont disparus en mer (Yves Gouëc et Joseph Le Foll ; trois (Guillaume Dugay, Louis Fercocq et Jean Guillerm) sont morts alors qu'ils étaient prisonniers en Allemagne ; la plupart des autres sont décédés sur le sol français et parmi eux, plusieurs ont obtenu des décorations : Yves Coulouarn et Yves Le Lay ont reçu tous les deux la Croix de guerre et la Médaille militaire, Yves Guizouarn la Médaille militaire, Pierre Le Gall et François Perrot tous les deux la Croix de guerre.
Le caporal Yves Marie Conan, du village du Collodou en Callac, a rempli tout un cahier d'écolier de sa vie pendant la guerre.

#### La Seconde Guerre mondiale
Le monument aux morts de Callac porte les noms de 53 personnes mortes pour la France pendant la Seconde Guerre mondiale.
La Kommandantur de Callac était située place du Centre (actuellement le numéro 12 de la place du 9 avril 1944).

##### La Résistance

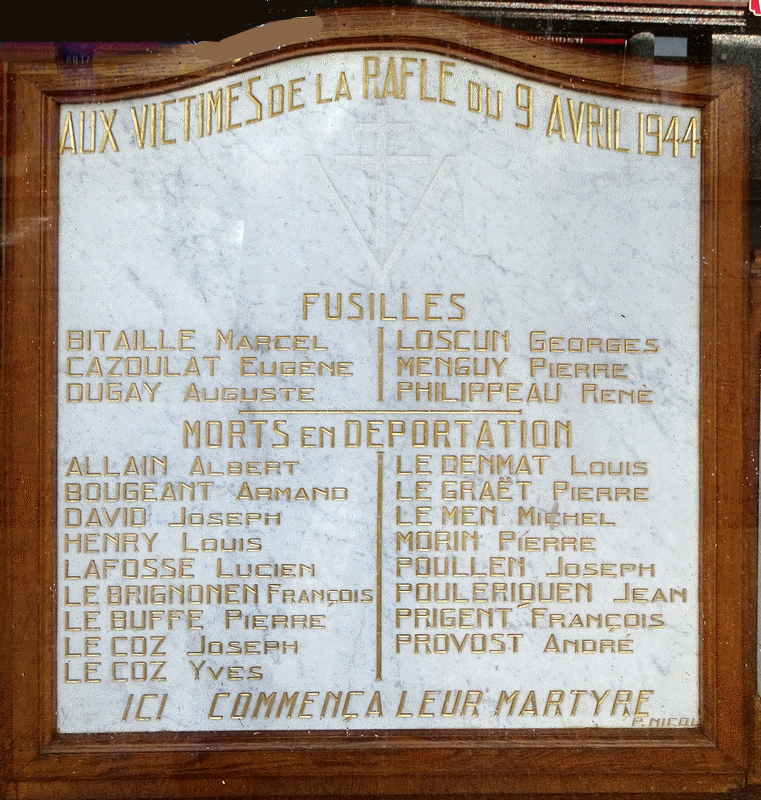
Le tableau des martyrs (rafle du 9 avril 1944).

Un réseau de résistance d'obédience communiste commença à se former dès le printemps 1941 dans la région de Callac, formé en grande partie de jeunes réfractaires au STO, formant à partir de 1943 un bataillon FTPF qui incendia au début de mars 1943 l'intendance allemande de Callac. Le 22 mars 1944 une voiture de gendarmerie de Guingamp fut attaquée par la résistance de Callac afin de libérer un résistant qui était transféré, Joseph Guillerm. Pendant la nuit du 25 au 26 mai 1944, la gendarmerie de Callac fut attaquée par quinze résistants qui s'emparèrent de 700 litres d'essence. Les autorités allemandes d'occupation procédèrent à une rafle le 9 avril 1944 à Callac, organisée par le capitaine Maschke, chef des services de l'Abwehr à Saint-Brieuc, et qui mobilise 800 soldats allemands appuyés par des miliciens du Bezen Perrot : la population est rassemblée dans les halles et 120 personnes en situation irrégulière sont transférées à Saint-Brieuc où une cinquantaine furent arrêtées et, parmi elles, 17 moururent en déportation. Marcel Bitaille et cinq autres résistants (Eugène Cazoulat, Auguste Dugay, Pierre Menguy) furent condamnés à mort le 5 mai 1944 par la cour martiale de la Feldkommandantur de Saint-Brieuc et fusillés le 6 mai 1944 à Ploufragan (19 résistants FTPF furent fusillés ce jour-là à Ploufragan).
Le 3 juin 1944, un combat oppose à Pont-Guernadet (route Callac - Carhaix) des résistants et des miliciens de la Bezen Perrot ; ce combat fit un mort parmi les miliciens. En représailles, Mlle Leniet, domiciliée à Hennebont, suspectée d' être un agent de liaison, fut abattue par les miliciens.
Le 13 juin 1944, 31 otages sont arrêtés par les SS et la Milice de Vichy puis fusillés par l'armée allemande dans le bois de Boudan en Plestan. Ils furent enterrés sur place, le charnier fut découvert par la suite. Des clichés (retirages photographiques) de ce charnier sont visibles dans l'exposition permanente du musée de Bretagne à Rennes dans la partie « L'entaille des deux guerres mondiales ». La plupart étaient des résistants des régions de Duault, Callac et Saint-Nicolas-du-Pélem.
Sous le titre Les trente et un assassinats du Bois de Boudan, Éric Rondel fait le récit détaillé, dans son livre Crimes nazis en Bretagne, de ces exécutions.
Georges Loscun et René Philippeau, qui furent également arrêtés lors de la rafle du 9 avril 1944 et qui figurent sur la stèle commémorative à Callac, ont réussi à s'évader ensuite du train qui les emmenait vers la déportation. Ils ont rejoint un maquis FFI près de Sérent en Morbihan mais ont été à nouveau arrêtés en compagnie, notamment, du cadre de la résistance Mathieu Donnart aux côtés duquel ils ont été fusillés par les occupants et leurs supplétifs à Pluméliau le 29 juillet 1944.
André Le Provost, résistant, fut déporté et mourut au camp de concentration de Bergen-Belsen.
Le 3 juin 1944, au Pont-Guernadet, eut lieu un combat entre la Résistance et la Milice.
Le groupe de résistants FTPF de la région de Callac, dénommé parfois « maquis de Callac » (mais les résistants étaient plutôt basés en fait sur le territoire des communes de Maël-Pestivien, Trébrivan et Peumerit-Quintin), rattaché au « Bataillon Guy Môquet », prit le nom de « Compagnie Ernest Le Borgne » après que ce dernier eut été fusillé. Cette compagnie était commandée par Auguste Fercoq et comptait parmi ses membres Valentin Bertrand, auteur d'une brochure sur la Résistance dans la région de Callac, Jean Devienne, etc. En raison de son importance numérique, ce groupe de résistants se scinda en deux, Marcel Loussouarn prenant la direction du deuxième groupe en compagnie de deux gendarmes de Maël-Carhaix, Dinqua et Le Quéré. Plusieurs membres de ce groupe furent victimes d'une rafle commise par l'armée allemande et des miliciens du Bezen Perrot le 29 juin 1944 à Trébrivan.
Louis Le Meur   fut un des responsables de la résistance dans la région de Callac, avant d'en devenir son chef de secteur, Dès 1941, il fonda le « Comité secret de libération nationale » avec le Docteur Sécardin, puis il fut dès janvier 1943 l'organisateur du F.N. dans toute la région de Callac, et participa à de nombreuses attaques contre les Allemands, organisant de nombreux parachutages dans la région de Maël-Pestivien avant de devenir au printemps 1944 chef du 4e bureau F.F.I. de la XIe région militaire à Rennes. Parmi les résistants tués par les Allemands, François Marie Guizouarn, Auguste David, coiffeur, qui participa à l'attaque de la mairie de Plonévez-du-Faou le 3 août 1943 et fut arrêté le lendemain à Callac par un gendarme français, livré aux Allemands et martyrisé à Brest. Le « maquis de Callac » accueillit aussi Georges Niemann, un soldat allemand déserteur par amour d'une jeune fille de Trébrivan, gardé dans un premier temps prisonnier par les maquisards de Lopuen en forêt de Duault, avant d'être pris en charge et libéré par les résistants callacois qui décidèrent de lui faire confiance. Le barde autonomiste Auguste Bocher aurait aussi été assassiné par des résistants de ce maquis, mais ce fait est nié par certains, qui accusent de faux résistants d'être les auteurs de ce meurtre.

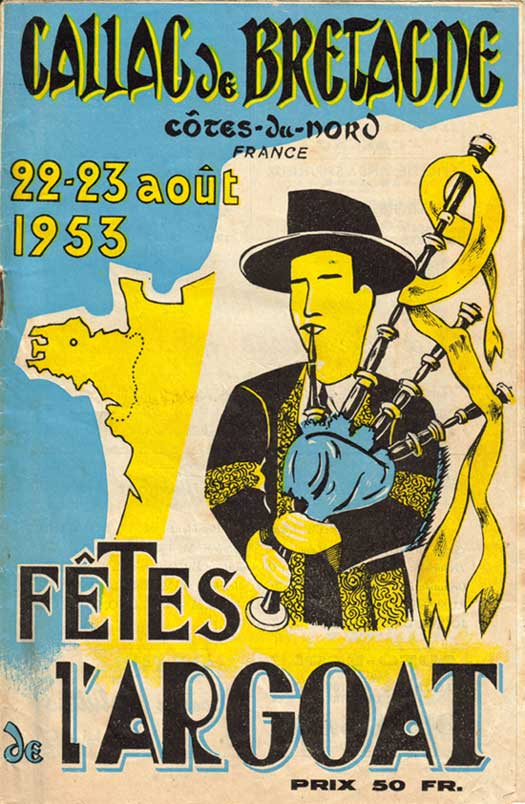
Les Fêtes de l'Argoat à Callac en 1953 (affiche).

La compagnie Tito, alors commandée par Charles Moreau, libéra Callac.

#### L'après Seconde Guerre mondiale
Callac a connu un déclin démographique continu et accentué pendant un siècle, passant de 3 637 habitants en 1921 à 2 240 en 2019.
« En 1981, il y avait à Callac 145 exploitations agricoles, d'une superficie moyenne de 17 hectares ; il en reste 7 en 2020, avec ses superficies de 100 à 159 hectares » dit Jean-Yves Rolland, maire.

### LeXXIesiècle

#### Un "effet Covid" bénéfique pour Callac
L'effet Covid de l'année 2020 a entraîné un nouveau dynamisme à Callac et dans sa région avec une augmentation des transactions immobilières et des effectifs scolarisés (125 élèves inscrits en juin 2020, 147 élèves en décembre 2020) en raison de l'arrivée de familles ne supportant plus la ville en raison du coronavirus.

#### L'échec du projet d’accueil de réfugiés et de migrants
En 2022, le projet Horizon, porté par la mairie et le Fonds de dotation Merci, voulant « rénover ou construire un village avec des personnes réfugiées et non-réfugiées » mobilise plusieurs centaines de personnes, à la fois pro et contre,. Les habitants refusant le projet, bien que minoritaires, sont notamment soutenus par deux partis politiques. (Rassemblement national et Reconquête) et des militants radicaux venant d'autres régions dont certains identifiés comme appartenant à des groupes néo-nazis.
Début octobre, des murs sont tagués avec des textes en breton contre le projet d'accueil des réfugiés. Le maire Jean-Yves Rolland, prend alors un arrêté afin d'empêcher ceux opposés au projet de tracter aux abords du marché, ce dernier est finalement retiré car « contestable » du propre aveu de l'élu.
Selon Mediapart, des actions des groupes d’extrême droite amènent un haut niveau de tension dans le village, ceux-ci usant de moyens illégaux pour empêcher le projet.
Sont répertoriés des actes de vandalismes (tag raciste), de nombreuses menaces de mort, de viol, et d’agression à l'encontre des élus et habitants qui soutiennent le projet, des intimidations physiques effectuées par des groupes de personnes cagoulées aux abords des résidences privées des porteurs de projet. Le niveau de violences des groupuscules impliqués est telle que la gendarmerie conseille au maire de « flouter ses fenêtres à la mairie pour qu’on ne lui tire pas dans la nuque. »
Le 12 janvier 2023, le maire annonce qu'à cause d'un conseil municipal « tendu à un niveau inimaginable », des risques à la suite des menaces et de la division des habitants, le projet Horizon est abandonné, ce qui provoque des divergences au sein du conseil municipal, une adjointe au maire se voyant retirer ses délégations pour avoir critiqué cet abandon. 
Le fonds de dotation Merci, à l'origine du financement, dénonce « une campagne nauséabonde aux relents racistes et antisémites fondée sur des méthodes de harcèlement et d’intimidation, y compris des menaces de mort, ciblant le maire et plusieurs conseillers municipaux jusque dans leur vie privée ».
À la suite du retrait du projet, la fondation Merci annonce vouloir porter « plainte contre X pour harcèlement en ligne, provocation à la haine et injure en raison de l’appartenance à une religion »,, un projet en parallèle accueillant quatre familles migrantes restant malgré tout lui toujours d'actualités à Callac.

## Politique et administration

### Tendances politiques et résultats

#### Élections présidentielles
Résultats des seconds tours :
- Élection présidentielle de 1848 : 50,90 % pour Louis-Napoléon Bonaparte (Bonapartiste), 49,10 % pour Eugène Cavaignac (Républicain modéré). Le taux de participation était de 74,60 %.
- Élection présidentielle de 1965 : 55,07 % pour François Mitterrand (CIR), 44,93 % pour Charles de Gaulle (UNR-UDT). Le taux de participation était de 90,92 %.
- Élection présidentielle de 1969 : 55,20 % pour Georges Pompidou (UDR), 44,80 % pour Alain Poher (CD). Le taux de participation était de 61,57 %.
- Élection présidentielle de 1974 : 61,98 % pour François Mitterrand (PS), 38,02 % pour Valéry Giscard d'Estaing (FNRI). Le taux de participation était de 93,78 %.
- Élection présidentielle de 1981 : 61,92 % pour François Mitterrand (PS), 38,08 % pour Valéry Giscard d'Estaing (UDF). Le taux de participation était de 91,09 %.
- Élection présidentielle de 1988 : 67,90 % pour François Mitterrand (PS), 32,10 % pour Jacques Chirac (RPR). Le taux de participation était de 91,61 %.
- Élection présidentielle de 1995 : 64,09 % pour Lionel Jospin (PS), 35,91 % pour Jacques Chirac (RPR). Le taux de participation était de 86,96 %.
- Élection présidentielle de 2002 : 89,62 % pour Jacques Chirac (RPR), 10,38 % pour Jean-Marie Le Pen (FN). Le taux de participation était de 83,77 %.
- Élection présidentielle de 2007 : 65,29 % pour Ségolène Royal (PS), 34,71 % pour Nicolas Sarkozy (UMP). Le taux de participation était de 86,66 %.
- Élection présidentielle de 2012 : 66,55 % pour François Hollande (PS), 33,45 % pour Nicolas Sarkozy (UMP). Le taux de participation était de 85,86 %.
- Élection présidentielle de 2017 : 71,97 % pour Emmanuel Macron (EM), 28,03 % pour Marine Le Pen (FN). Le taux de participation était de 77,91 %.
- Élection présidentielle de 2022 : 54,66 % pour Emmanuel Macron (LREM), 45,34 % pour Marine Le Pen (RN). Le taux de participation était de 77,32 %.

#### Élections législatives
Résultats des seconds tours :
- Élections législatives de 2002 : 61,44 % pour Marie-Renée Oget (PS), 38,56 % pour Jean-Pierre Le Goux (UMP). Le taux de participation était de 73,28 %.
- Élections législatives de 2007 : 68,49 % pour Marie-Renée Oget (PS), 31,51 % pour Marie-Élisabeth Bague (UMP). Le taux de participation était de 70,51 %.
- Élections législatives de 2012 : 69,53 % pour Annie Le Houérou (DVG), 30,47 % pour Valérie Garcia (UMP). Le taux de participation était de 68,07 %.
- Élections législatives de 2017 : 53,72 % pour Annie Le Houérou (PS), 46,28 % pour Yannick Kerlogot (LREM). Le taux de participation était de 53,66 %.
- Élections législatives de 2022 : 51,05 % pour Murielle Lepvraud (LFI), 48,95 % pour Yannick Kerlogot (LREM). Le taux de participation était de 55,32 %.
- Élections législatives de 2024 : 53,53 % pour Murielle Lepvraud (LFI), 46,47 % pour Noël Lude (RN). Le taux de participation était de 69,04 %.

#### Élections européennes
Résultats des deux meilleurs scores :
- Élections européennes de 1994 : 48,00 % pour Francis Wurtz (PCF), 19,11 % pour Dominique Baudis (UDF). Le taux de participation était de 65,52 %.
- Élections européennes de 1999 : 33,73 % pour Robert Hue (PCF), 21,48 % pour François Hollande (PS). Le taux de participation était de 58,03 %.
- Élections européennes de 2004 : 31,26 % pour Bernard Poignant (PS), 26,96 % pour Patrick Le Hyaric (PCF). Le taux de participation était de 54,22 %.
- Élections européennes de 2009 : 23,81 % pour Jacques Généreux (PG), 20,63 % pour Christophe Béchu (UMP). Le taux de participation était de 51,03 %.
- Élections européennes de 2014 : 20,23 % pour Alain Cadec (UMP), 19,46 % pour Christian Troadec (MBP). Le taux de participation était de 49,09 %.
- Élections européennes de 2019 : 22,81 % pour Jordan Bardella (RN), 18,25 % pour Nathalie Loiseau (LREM). Le taux de participation était de 57,58 %.
- Élections européennes de 2024 : 32,94 % pour Jordan Bardella (RN), 13,51 % pour Raphaël Glucksmann (PP). Le taux de participation était de 56,93 %.

#### Élections régionales
Résultats des seconds tours :
- Élections régionales de 2004 : 70,04 % pour Jean-Yves Le Drian (PS), 29,96 % pour Josselin de Rohan (UMP). Le taux de participation était de 73,39 %.
- Élections régionales de 2010 : 63,85 % pour Jean-Yves Le Drian (PS), 26,71 % pour Bernadette Malgorn (DVD), 9,44 % pour Guy Hascoët (LV). Le taux de participation était de 64,67 %.
- Élections régionales de 2015 : 54,53 % pour Jean-Yves Le Drian (PS), 26,85 % pour Marc Le Fur (LR), 18,62 % pour Gilles Pennelle (RN). Le taux de participation était de 62,96 %.
- Élections régionales de 2021 : 39,23 % pour Loïg Chesnais-Girard (PS), 20,10 % pour Gilles Pennelle (RN), 16,24 % pour Isabelle Le Callennec (LR), 12,70 % pour Thierry Burlot (LREM), 11,73 % pour Claire Desmares-Poirrier (EÉLV). Le taux de participation était de 42,98 %.

#### Élections départementales
Résultats des seconds tours :
- Élections départementales de 2015 : 51,19 % pour Christian Coail et Claudine Guillou (PS), 34,40 % pour Marc Hervé et Martine Tison (UMP), 14,41 % pour Catherine Blein et Axel de la Mardière (FN). Le taux de participation était de 65,44 %.
- Élections départementales de 2021 : 77,94 % pour Christian Coail et Claudine Guillou (PS), 22,06 % pour Françoise Billaud et Noël Lude (RN). Le taux de participation était de 43,57 %.

#### Élections cantonales
Résultats des seconds tours ou des deux meilleurs scores du premier tour si dépassement de 50 % :
- Élections cantonales de 1994 : 57,51 % pour Félix Leyzour (PCF), 33,43 % pour Yves Le Quéré (RPR). Le taux de participation était de 82,26 %.
- Élections cantonales de 2001 : 56,58 % pour Félix Leyzour (PCF), 43,42 % pour Henriette Jakubowski (DVD). Le taux de participation était de 78,19 %.
- Élections cantonales de 2008 : 64,33 % pour Christian Coail (PS), 35,67 % pour Marie-Françoise Droniou (MoDem). Le taux de participation était de 78,97 %.

#### Élections municipales
Résultats des seconds tours ou des deux meilleurs scores du premier tour si dépassement de 50 % :
- Élections municipales de 2014 : 56,03 % pour Lise Bouillot (DVD), 43,97 % pour Carole Le Jeune (PCF). Le taux de participation était de 82,32 %.
- Élections municipales de 2020 : 59,68 % pour Jean-Yves Rolland (DVG), 40,32 % pour Lise Bouillot (DVD). Le taux de participation était de 67,20 %.

## Population et société

### Démographie
L'évolution du nombre d'habitants est connue à travers les recensements de la population effectués dans la commune depuis 1793. Pour les communes de moins de 10 000 habitants, une enquête de recensement portant sur toute la population est réalisée tous les cinq ans, les populations de référence des années intermédiaires étant quant à elles estimées par interpolation ou extrapolation. Pour la commune, le premier recensement exhaustif entrant dans le cadre du nouveau dispositif a été réalisé en 2008.

En 2022, la commune comptait 2 274 habitants, en évolution de +2,9 % par rapport à 2016 (Côtes-d'Armor : +1,78 %, France hors Mayotte : +2,11 %).
| 1793  | 1800  | 1806  | 1821  | 1831  | 1836  | 1841  | 1846  | 1851  |
| ----- | ----- | ----- | ----- | ----- | ----- | ----- | ----- | ----- |
| 2 041 | 1 543 | 1 928 | 1 959 | 2 616 | 2 764 | 3 022 | 3 188 | 3 424 |

| 1856  | 1861  | 1866  | 1872  | 1876  | 1881  | 1886  | 1891  | 1896  |
| ----- | ----- | ----- | ----- | ----- | ----- | ----- | ----- | ----- |
| 3 184 | 3 279 | 3 361 | 3 397 | 3 228 | 3 147 | 3 372 | 3 418 | 3 295 |

| 1901  | 1906  | 1911  | 1921  | 1926  | 1931  | 1936  | 1946  | 1954  |
| ----- | ----- | ----- | ----- | ----- | ----- | ----- | ----- | ----- |
| 3 430 | 3 629 | 3 607 | 3 637 | 3 552 | 3 230 | 3 373 | 3 183 | 2 946 |

| 1962  | 1968  | 1975  | 1982  | 1990  | 1999  | 2006  | 2008  | 2013  |
| ----- | ----- | ----- | ----- | ----- | ----- | ----- | ----- | ----- |
| 3 002 | 3 043 | 3 024 | 2 872 | 2 592 | 2 459 | 2 375 | 2 351 | 2 236 |

| 2018  | 2022  | - | - | - | - | - | - | - |
| ----- | ----- | - | - | - | - | - | - | - |
| 2 215 | 2 274 | - | - | - | - | - | - | - |

| selon la population municipale des années : | 1968 | 1975 | 1982 | 1990 | 1999 | 2006 | 2009 | 2013 |
| Rang de la commune dans le département      | 18   | 27   | 42   | 45   | 51   | 58   | 60   | 65   |
| Nombre de communes du département           | 385  | 369  | 369  | 372  | 372  | 373  | 373  | 373  |

L'Argoat est devenu attractif pour la population d'origine britannique (du moins avant le Brexit) : selon l'INSEE, en 2016, les cinq bassins de vie bretons où la part de la population de nationalité anglaise étaient les plus nombreux étaient dans l'ordre ceux de Callac (7,8 %), Huelgoat (6,8 %), Guémené-sur-Scorff (5,1 %), Rostrenen (4,7 %) et Merdrignac (3 %), en partie à cause de la modicité des prix de l'immobilier en Bretagne intérieure : en 2020 Callac était, après Guémené-sur-Scorff, la commune de Bretagne où le prix médian des maisons était le moins élevé (57 500 euros), près de 10 fois moins qu'à l'Île-aux-Moines, commune où ce prix était le plus élevé.

### Enseignement
- École primaire publique de Callac. À la rentrée 2016, l'école ne comptait plus que 127 élèves, dont 78 en primaire ; l'école de Bulat-Pestivien n'en comptait plus que 47. Grâce à un regroupement pédagogique, Callac a sauvé sa quatrième classe en accueillant les élèves « monolingues » de Bulat-Pestivien, l'école bulatoise accueillant en échange les élèves « bilingues » (français et breton) de Callac et renforçant ainsi sa spécificité bretonnante[103].
- Collège Gwer-Halou (235 élèves en 2015/2016).

Langue bretonne
L’adhésion à la charte Ya d'ar brezhoneg a été votée par le conseil municipal le 30 juin 2011.
Une classe bilingue a été ouverte à l'école publique de Callac à la rentrée 2012. À la rentrée 2017, 15 élèves étaient scolarisés dans la filière bilingue (soit 10,7 % des enfants de la commune inscrits dans le primaire).

### Manifestations culturelles et festivités
- La semaine culturelle de Callac : la première édition a eu lieu en 2005 avec l'ambition de dynamiser la vie culturelle dans le Centre Bretagne et susciter, autour de la culture en général, la rencontre entre le public et des artistes : auteurs, réalisateurs, conteurs, chanteurs, musiciens, écrivains, peintres, etc. L’Association propose des animations sur des thèmes qui intéressent un large public, des plus jeunes aux plus âgés, et qui rayonne bien au-delà du canton de Callac. 
La 8e édition 2012 s'est déroulée du 20 au 26 août 2012. Depuis 4 ans, en plus de La semaine culturelle de Callac, sont organisés le concert de la Saint-Valentin (février), le concert « Opéra Rustica » (avril), le concert de l'Avent (dernier dimanche de novembre). Pour plus de renseignement, voir le site http://callac-culture.fr.

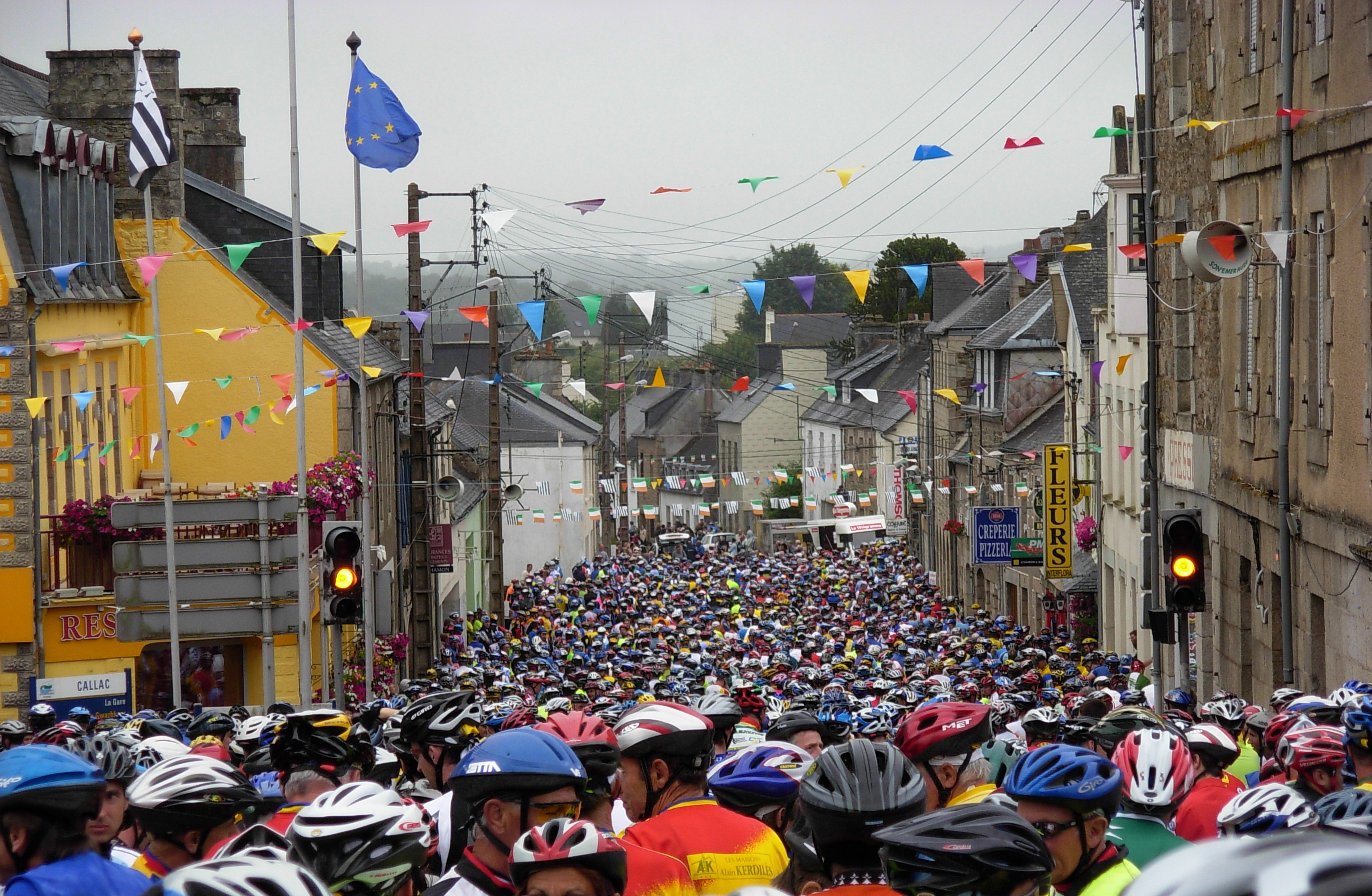
La Pierre Le Bigaut de juin 2008.

- Callac est ville départ et arrivée de la Pierre Le Bigaut, une concentration cyclo-touristique créée en 1991 par Pierre Le Bigaut[105] et Daniel Bercot au profit de la lutte contre la mucoviscidose, une des plus importantes organisées en France, qui regroupe chaque année, plus de 7 000 cyclistes et coureurs. L'édition 2019 a eu lieu le 29 juin 2019. Depuis ses débuts, cette manifestation a permis de collecter plus de 6 millions d'euros de dons au profit de la mucoviscidose (estimation de 2019)[106]. La 31e et dernière édition de la "PLB Muco" a été organisée le 24 juin 2023, faute de bénévoles pour continuer à l'organiser[107].
- Callac fut aussi la ville organisatrice d'un des plus célèbres critériums cyclistes de Bretagne. Le « Critérium de Callac » avait lieu le premier mardi suivant le Tour de France, ce qui permettait à beaucoup de Bretons de pouvoir applaudir les coureurs s'étant illustrés lors du Tour, tels Bernard Hinault, Raymond Poulidor, etc. Commencé en 1947, la dernière édition eut lieu en 1999.
- L'année 2011 a vu le Tour de France cycliste traverser Callac, plusieurs animations ont été proposées par les Associations de Callac en collaboration avec la mairie.

## Économie
- Callac compte 72 agriculteurs, 84 commerçants artisans et chefs d'entreprises, 24 cadres et intellectuels supérieurs, 80 professions intermédiaires, 256 employés, 192 ouvriers, 1 068 retraités et 404 personnes sans activité professionnelle sur 2 180 habitants dans l'ensemble.

### Élevages divers
- Callac est connue pour être la capitale de l'épagneul breton, croisement du setter écossais avec le chien local, dit du charbonnier. En 2019 des Japonais, des Russes, des Américains, des Italiens, des Espagnols, etc.. sont venus acheter des chiens à Callac. « Ici, c'est la Mecque de l'épagneul breton » affirme un éleveur[1].

La statue de Naous sur la place Jean Auffret à Callac.

- Les haras de Callac sont célèbres pour l'élevage de chevaux de trait, dont le meilleur représentant fut Naous, mort en 1951.

Naous est un étalon trait breton qui commença sa carrière à Callac en 1939. Acheté par les haras nationaux et affecté au dépôt de Lamballe, il fut réformé en 1953. Sa statue en bronze, sculptée par Georges Lucien Guyot, trône sur la place de la Poste à Callac depuis 1958.

## Culture locale et patrimoine

### Lieux et monuments
- Restes de l'église Notre-Dame de Botmel, ancienne église paroissiale de Callac, inscrite par arrêté du 22 janvier 1927[109].

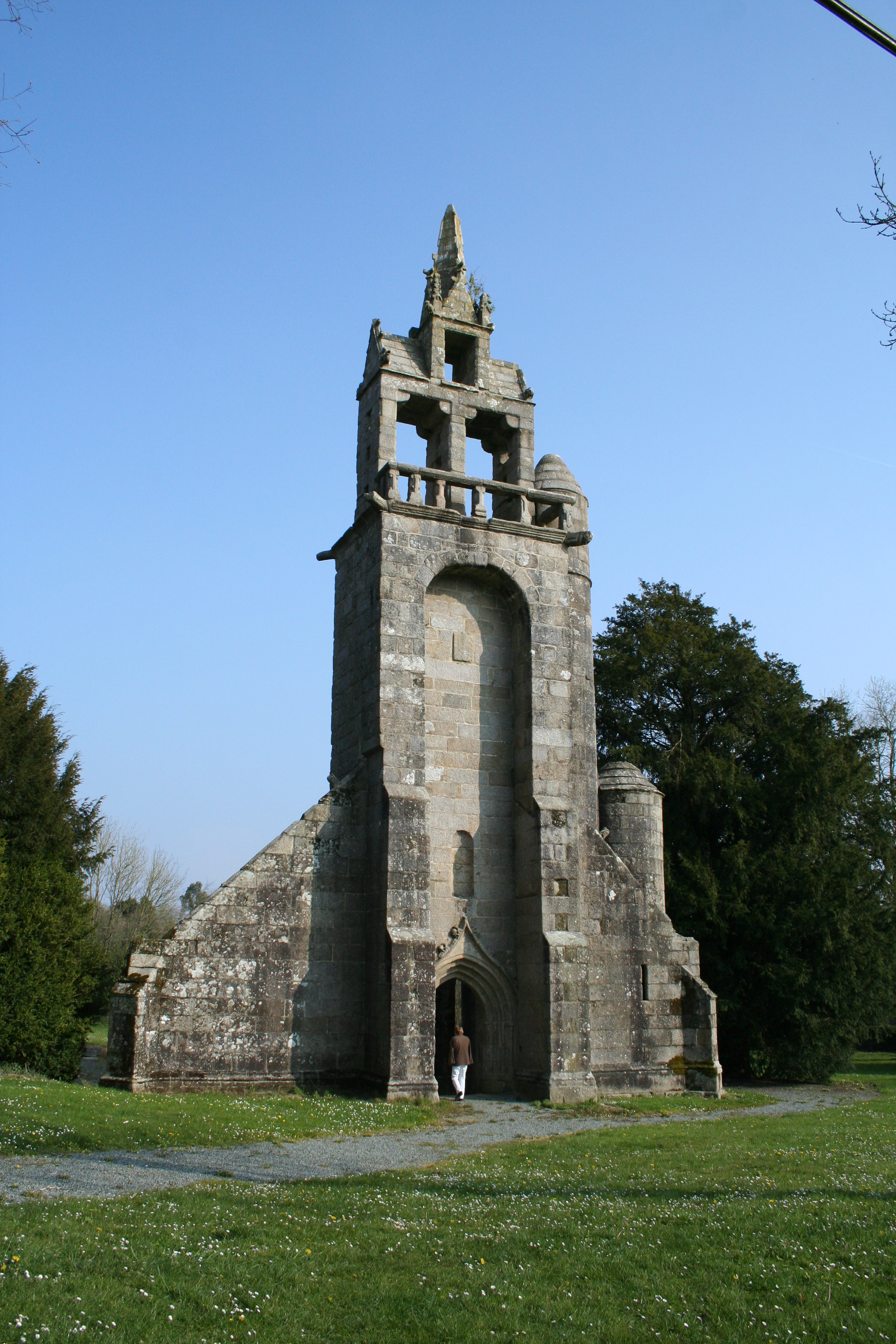
Les ruines de l'église de Botmel.
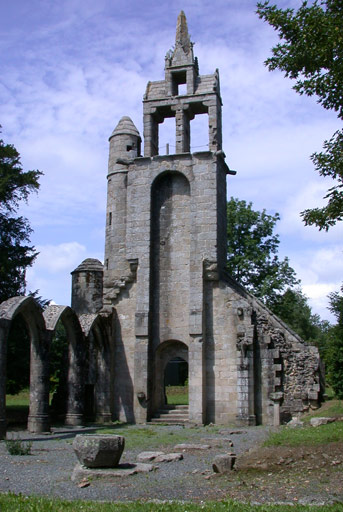
L'église ruinée de Botmel : la façade.
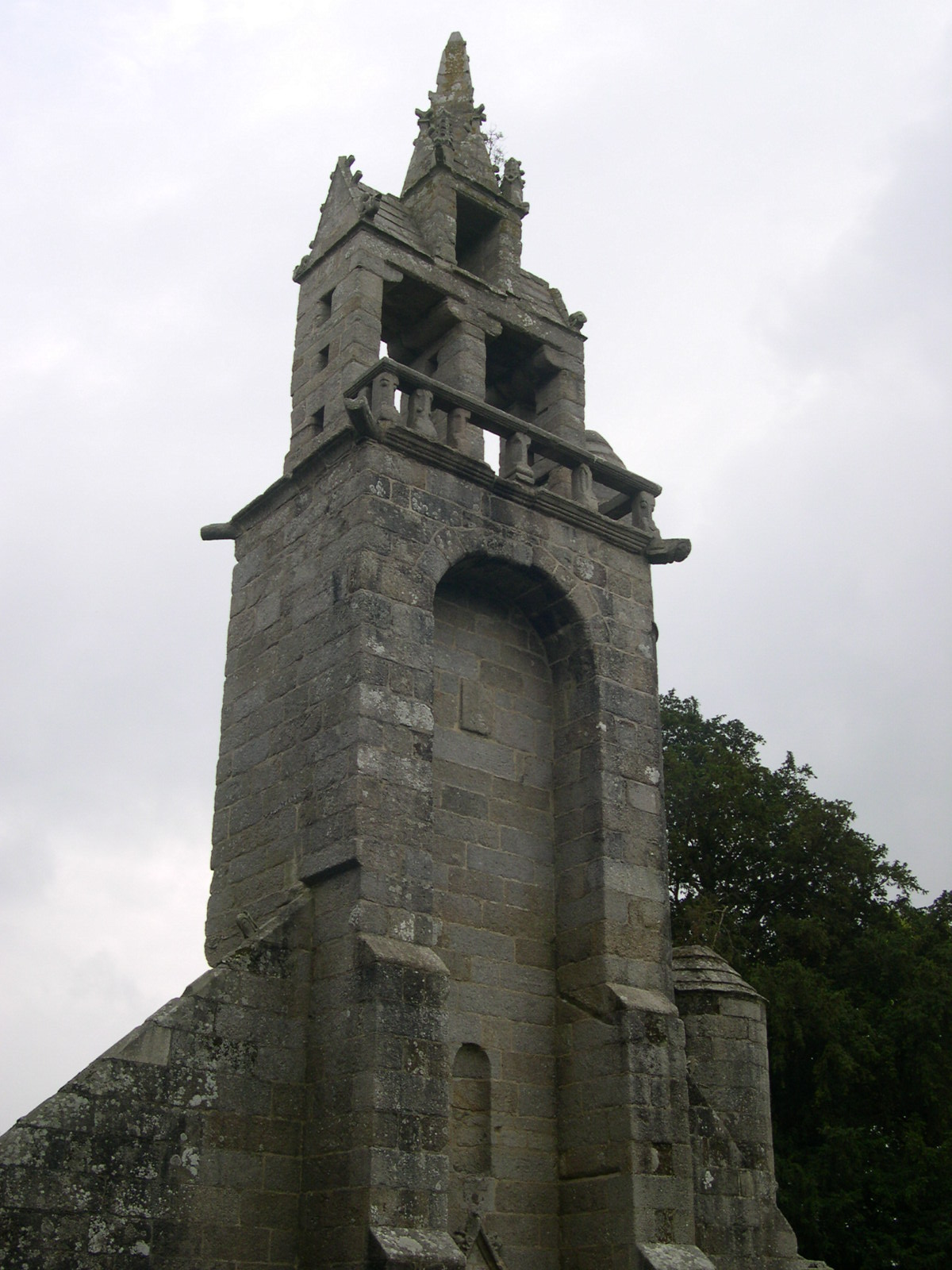
L'église ruinée de Botmel : le clocher.

- Église paroissiale Saint-Laurent : elle date du dernier quart du XIXe siècle[110].

Église paroissiale Saint-Laurent
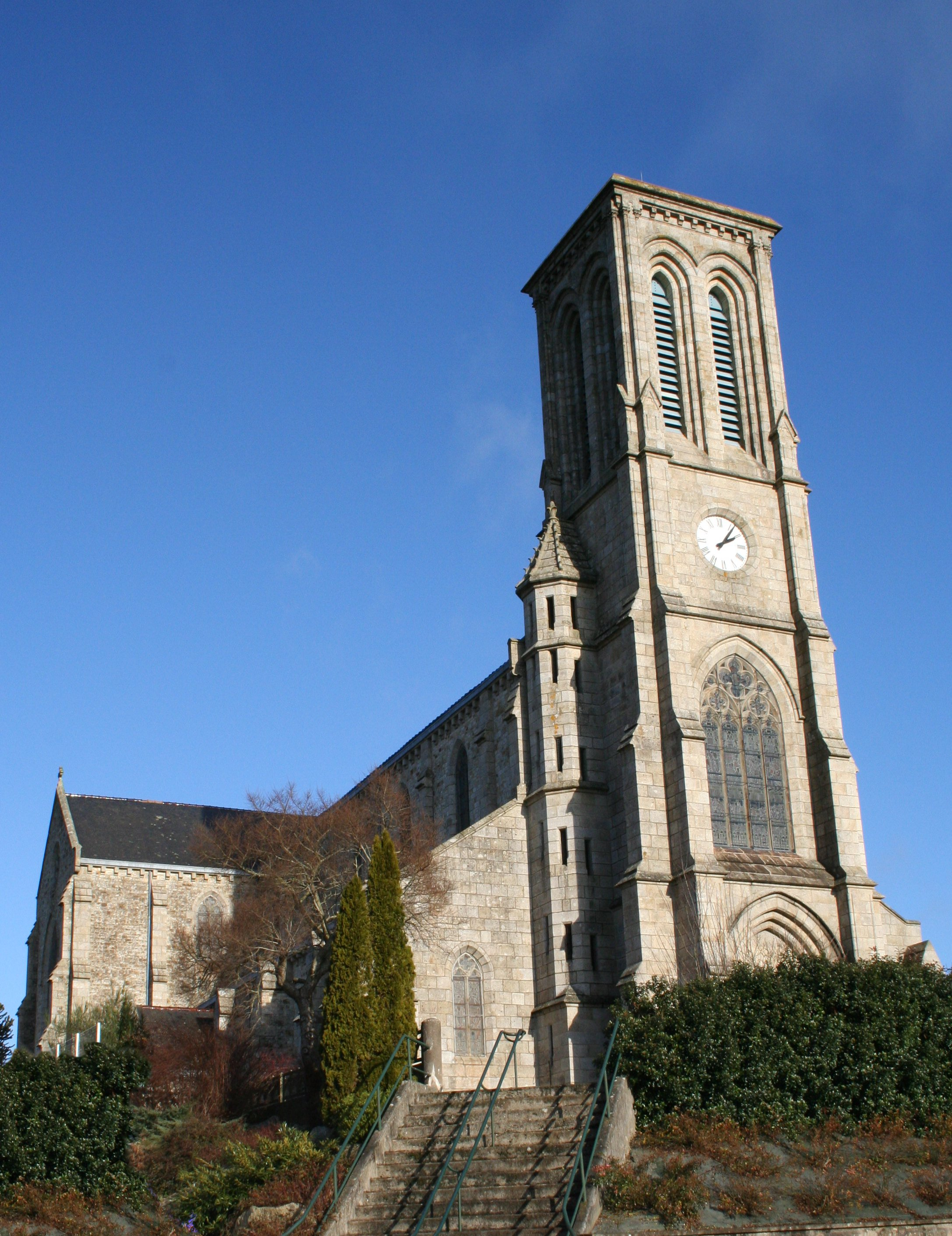
Vue extérieure d'ensemble.
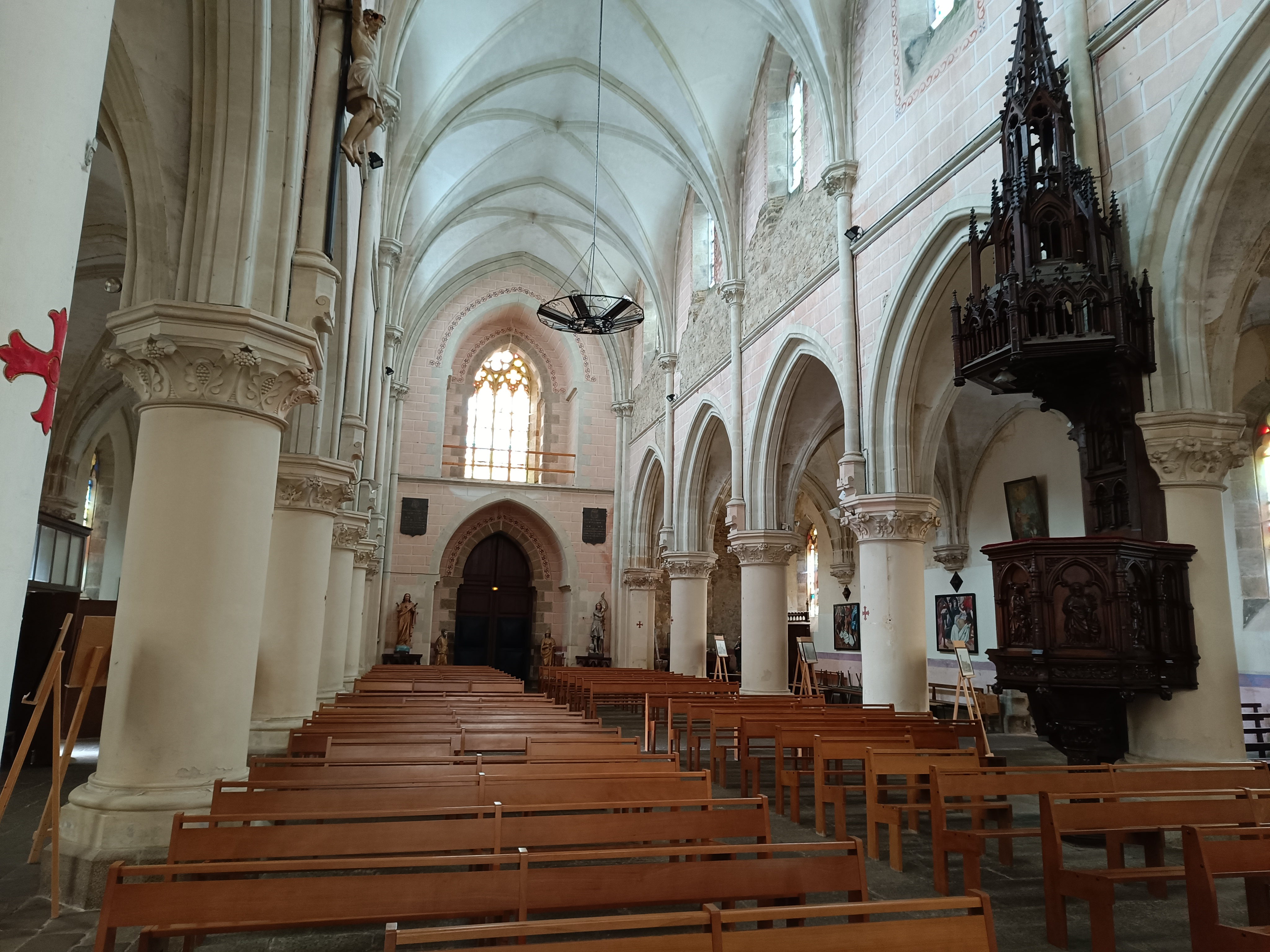
Vue intérieur.
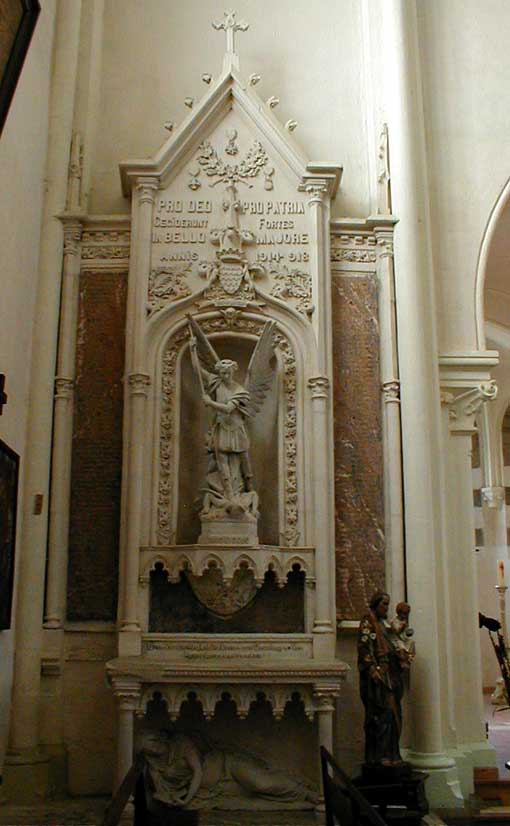
Mausolée à la mémoire des soldats morts pour la France pendant la Première Guerre mondiale.
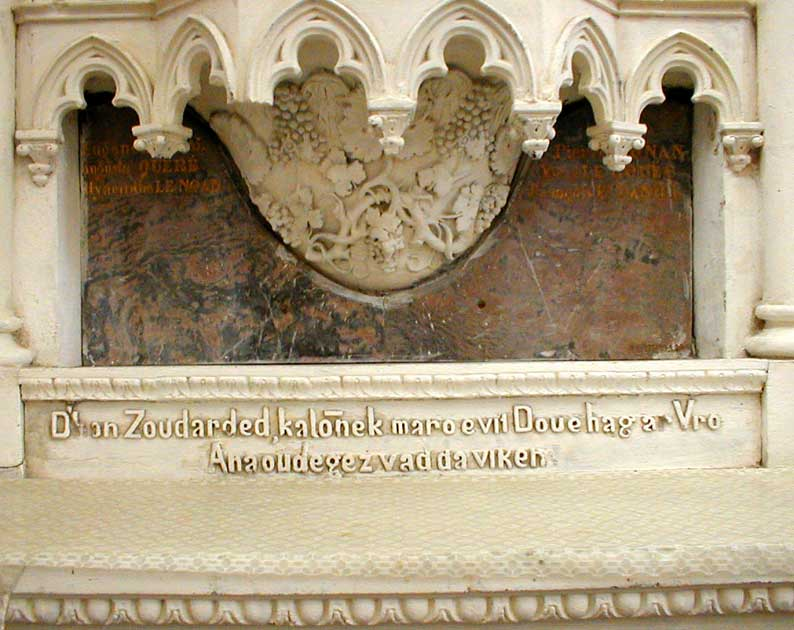
Dédicace en langue bretonne du mausolée.

- Les chapelles :
  - Chapelle Saint-Nicolas, de la fin du XVe siècle, dans le village de Saint-Treffin.

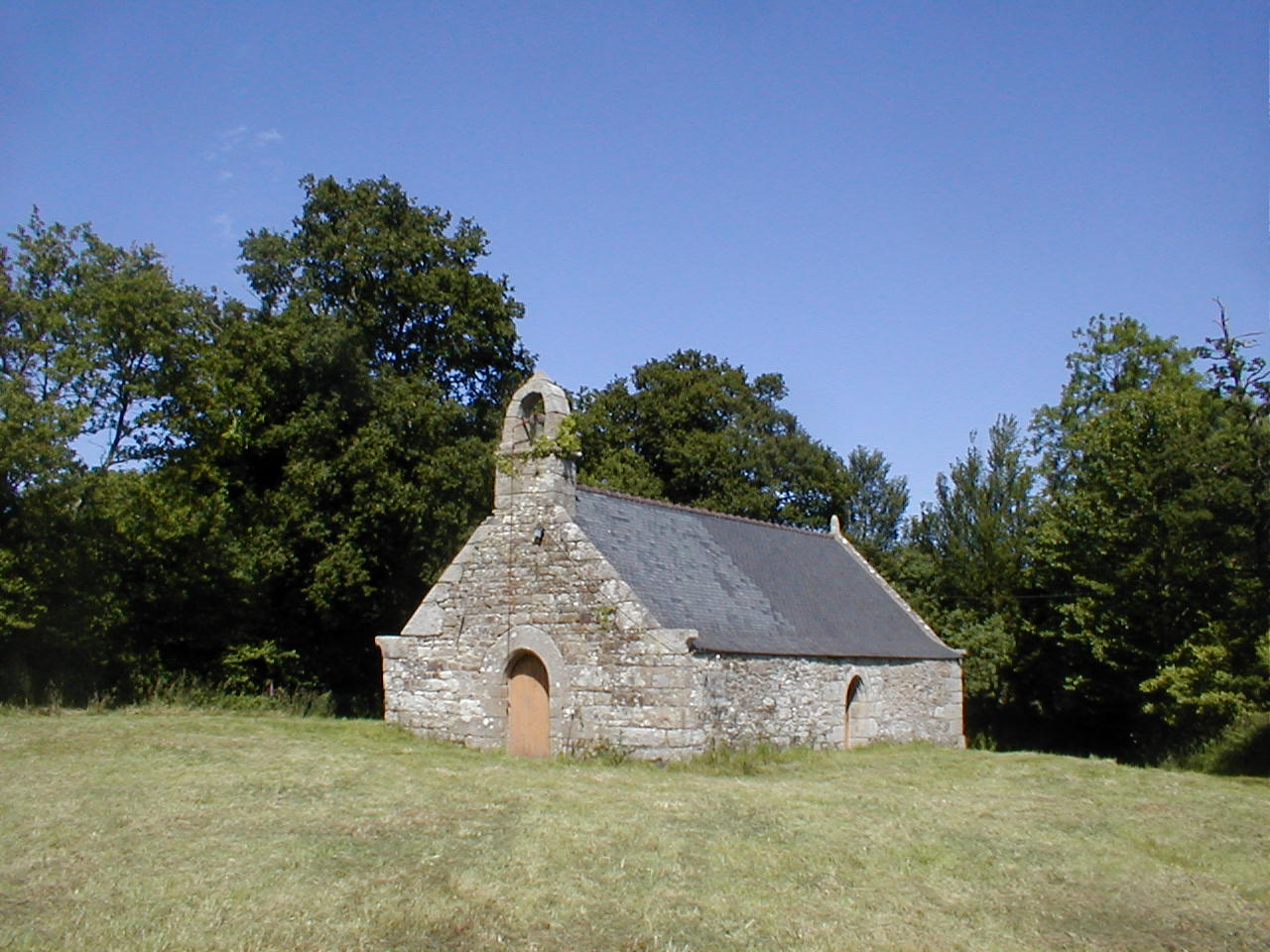
La chapelle Saint-Nicolas, dans le village de Saint-Treffrin.

- - Chapelle Sainte-Barbe du XVIe siècle.

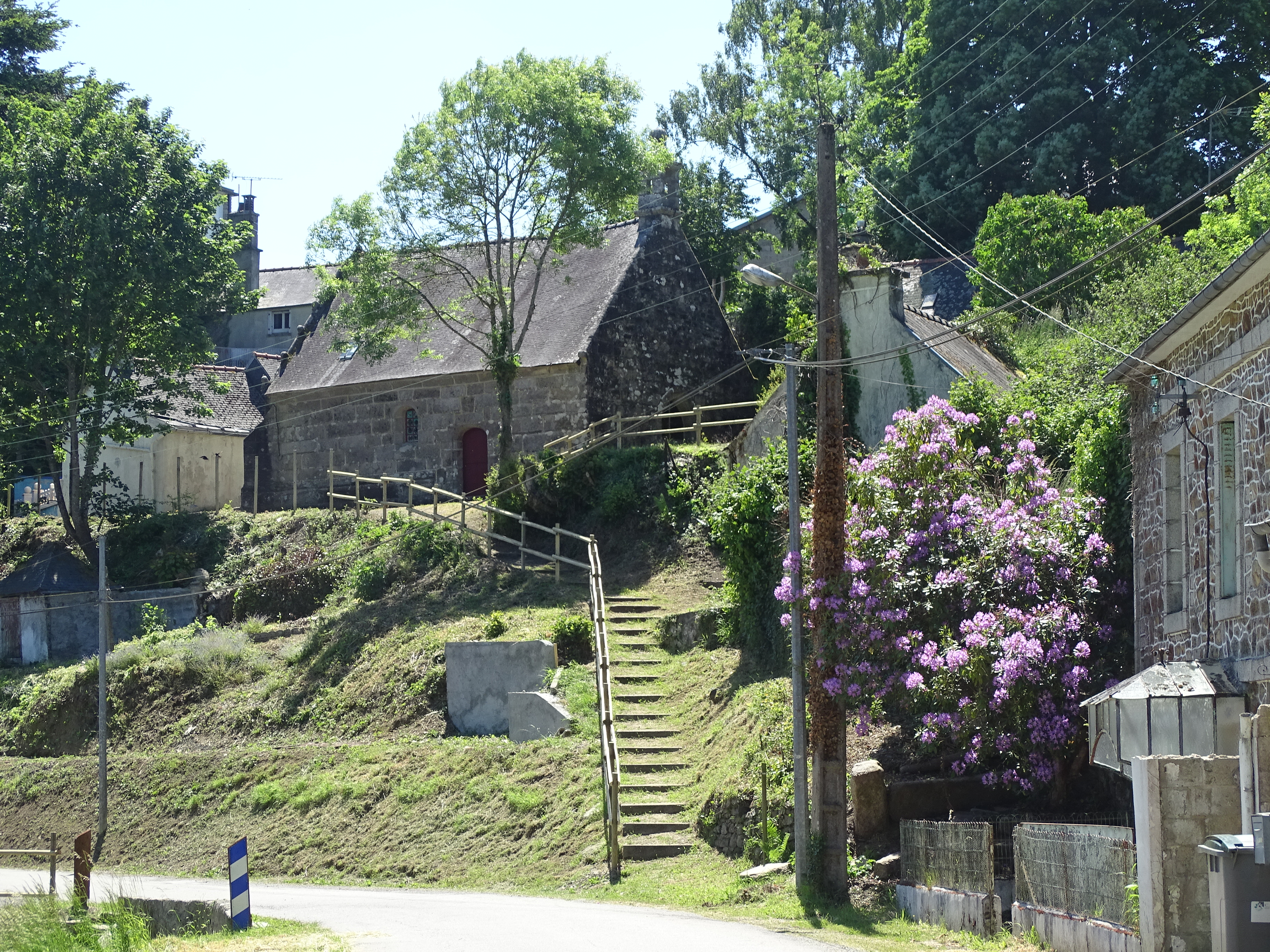
La chapelle Sainte-Barbe, vue extérieure d'ensemble.

- - Chapelle Saint-Pierre du XVIe siècle dans le village de l'Isle.
- Manoir de l'Isle daté du XVe siècle[111],[112].
- Pont gallo-romain.

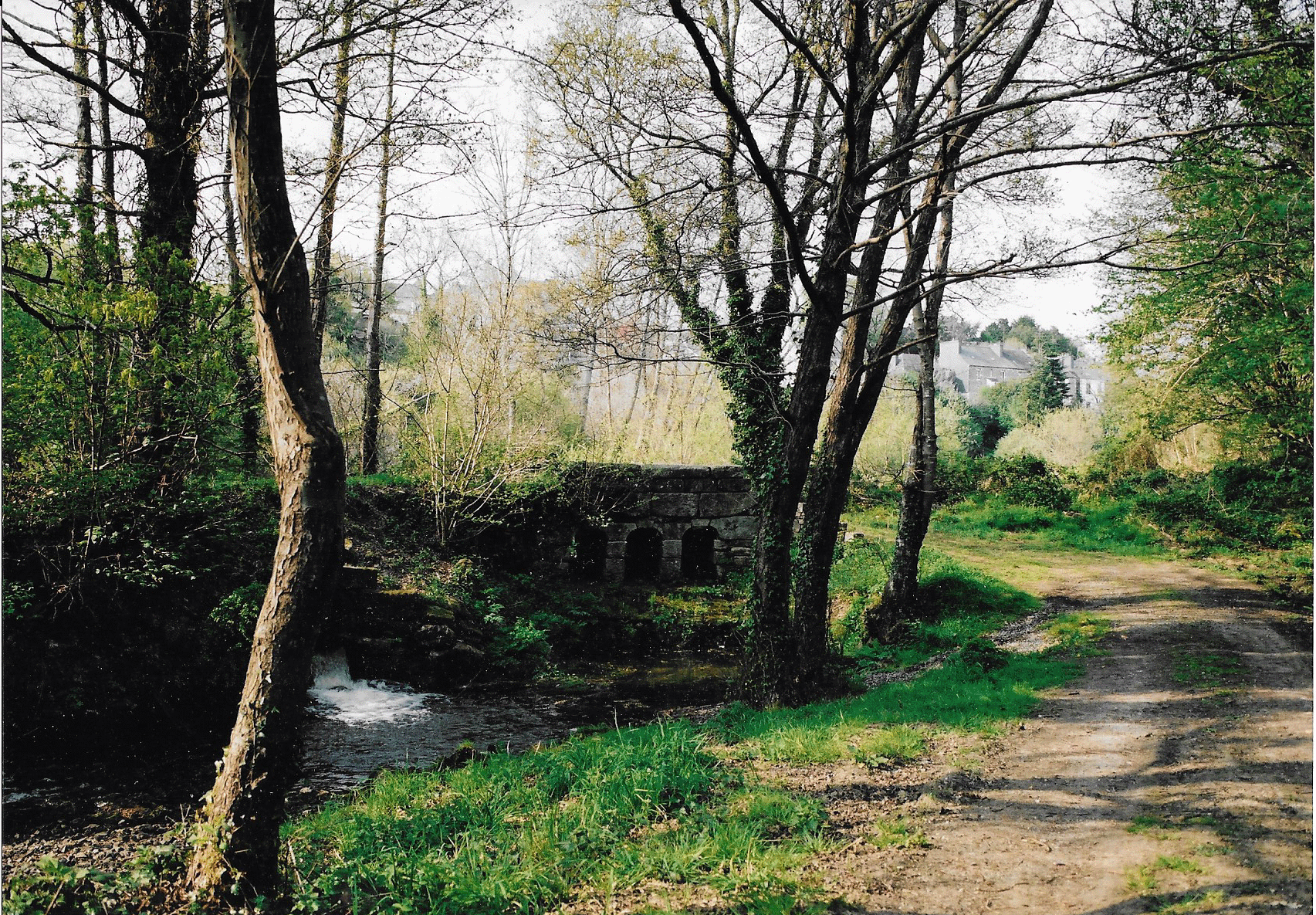
Le pont gallo-romain de Callac : vue générale.
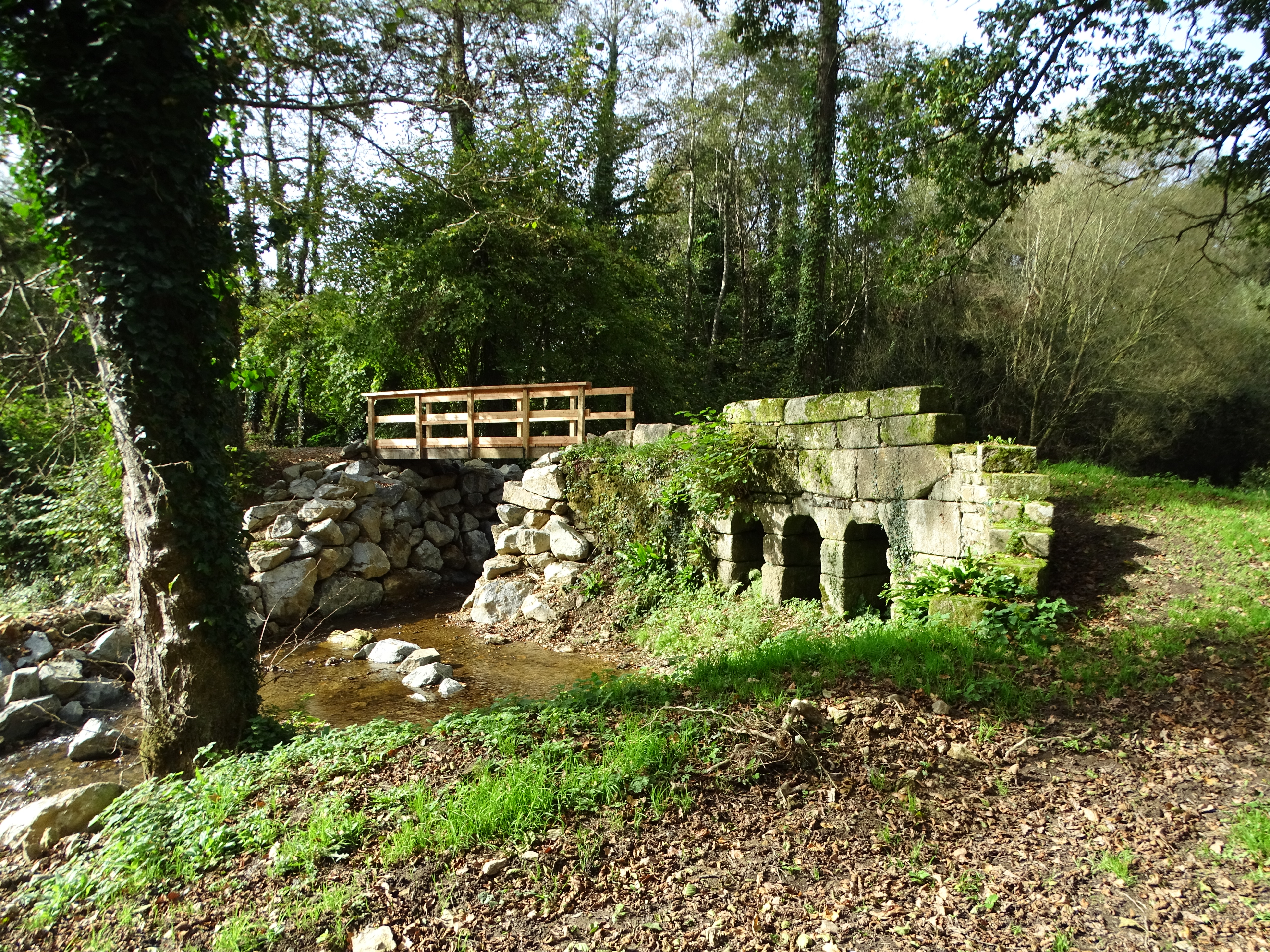
Le pont gallo-romain de Callac et ses vannes.

- Statue de l'étalon Naous, de la station de Callac, réalisée par le sculpteur animalier Georges Lucien Guyot (1958) et fondue aux ateliers Susse.
- La "Maison de l'épagneul breton" : ce musée a ouvert ses portes au public depuis juillet 2007. Objets, dessins, peintures, photographies, vidéos, film original qui vous transporte par ses images « impressionnistes », racontent cette histoire si particulière de l'épagneul breton et l'inscrivent dans son berceau d'origine, l’Argoat[113].

### Personnalités liées à la commune
- Guillaume Jean Joseph de Keranflech, chef chouan.
- Edmond Rebillé historien et romancier, fut médecin généraliste à Callac.
- Yann Fouéré, militant nationaliste breton, passa une partie de sa jeunesse à Callac.

### Héraldique
| Blason | Blasonnement : D'argent aux trois chevrons de gueules. |